# Rhone
Die Rhone [ʁoːnə] (französisch grammatisch männlich le Rhône [ləˈʁoːn], provenzalisch lo(u) Rose [lu rɔze], deutsch im obersten Teilstück der Rotten, italienisch Rodano) ist ein Fluss von etwa 807 km Länge, davon 264 km in der Schweiz und 543 km in Frankreich. Sie mündet 50 km westlich von Marseille in das Mittelmeer.
Sie ist dank der Zuflüsse aus Saône, Isère und Durance sowie vieler kleinerer Nebenflüsse der wasserreichste Strom Frankreichs. Nach dem Fluss sind die französischen Départements Rhône und Bouches-du-Rhône benannt.
Die Rhone entspringt im schweizerischen Kanton Wallis am Ende des Rhonegletschers aus einem in jüngster Zeit entstandenen Gletscherrandsee. Im Wallis fließt sie durch ein großes Tal der Westalpen und überquert dabei in der Gegend von Leuk und Siders die Sprachgrenze vom deutschen Sprachraum zum französischen; dort ändert sich ihr umgangssprachlicher Name, der im Oberwallis „Rottu“ und vom Unterwallis an „Rhone“ lautet.
Am Rand der savoyischen Voralpen erreicht die Rhone im Chablais als Grenzfluss zwischen den Kantonen Wallis und Waadt den Genfersee. Bei Genf verlässt sie den See und erreicht bei Challex, Chancy und Pougny als Grenzfluss zwischen der Schweiz und Frankreich das Gebiet des Juragebirges. Dieses durchquert sie in einem engen Durchbruchstal bei Léaz und Bellegarde-sur-Valserine. Danach strömt sie durch den Großraum von Lyon und das französische Rhônetal, wobei ihre Wasserkraft in zahlreichen Kraftwerken genutzt wird. Südlich von Arles mündet sie in einem Delta im Nationalpark Camargue ins Mittelmeer.

## Name
Der lateinische Name Rhodanus (woher griechisch Ῥοδανός Rhodanós) geht auf das Keltische zurück, doch ist die ursprüngliche Bedeutung unbekannt. Sowohl französisch Rhone als auch deutsch Rotten sind die lautgesetzlichen Weiterentwicklungen von lateinisch Rhodanus: Der französische Name weist intervokalischen Schwund von /d/ und in der Folge Zusammenzug der ersten beiden Silben auf, wogegen der deutsche Name durch die zweite Lautverschiebung von /d/ zu /t/ verschobenen Dental zeigt.
Weitere sprachliche Varianten sind arpitanisch Rôno  und okzitanisch Ròse. Der deutsche ursprüngliche Name „der Rotten“ ist nur noch im Oberwallis offiziell in Gebrauch. Auf Walliserdeutsch heißt der Fluss Rottu.
In allen Anrainersprachen einschließlich des Walliserdeutschen ist der Flussname maskulin. Das feminine Genus kennt einzig die (standard-)deutsche Namensvariante.

## Flusslauf

### Alpen
Die Rhone entspringt im schweizerischen Kanton Wallis dem Rhonegletscher, der in einem Hochgebirgstal zwischen dem Dammastock, dem Eggstock und dem Tieralplistock liegt. Über diese Bergkette in den Zentralalpen verläuft die kontinentale Hauptwasserscheide Atlantik-Mittelmeer. Im Norden ist das Firngebiet des Rhonegletschers mit dem Triftgletscher verbunden, der zur Aare im Berner Oberland entwässert.
Vom Eggstock an hat der Rhonegletscher eine Länge von acht Kilometern. Westlich des Chli Furkahorn ist in den letzten Jahrzehnten wegen des sehr raschen Rückzugs des Gletschers in der Nähe der Furka-Passstrasse über einer Felsrippe ein Gletschersee entstanden, der inzwischen bereits einen Durchmesser von fast einem halben Kilometer hat. Seine Oberfläche liegt auf 2208 m ü. M. In diesem noch namenlosen Bergsee sammeln sich das Schmelzwasser des Gletschers und das Regenwasser aus der Umgebung. Der Ausfluss des Sees bildet den Anfang des Rhonelaufs. Als starker Wildbach stürzt die Rhone zunächst fast 500 Meter über einen steilen Felsabbruch, der vor einem halben Jahrhundert noch teilweise von der Gletscherzunge bedeckt war. Der Fluss durchquert dann die Schwemmebene des Gletschbode und erreicht den Ort Gletsch auf 1759 m ü. M. Westlich des Bahnhofs Gletsch, den früher der Glacier-Express der Furka-Oberalp-Bahn passierte und heute die Züge der Dampfbahn Furka-Bergstrecke durchqueren, fließt die Rhone in eine tiefe, steile Schlucht, die zwei Kilometer in südlicher Richtung verläuft und bei der Ebene Sand den Talboden des Obergoms erreicht. Bei Oberwald mündet die Goneri als erster großer Nebenfluss von links in die Rhone. Der Talgrund liegt bei Oberwald auf 1368 m ü. M.
Von Oberwald fließt die Rhone durch das Walliser Rhonetal, im oberen Abschnitt, dem Goms, südwestwärts und unterschreitet am Südrand von Fiesch die 1000-Meter-Höhe. Von Visp (643 m ü. M.) bis Martigny (372,2 m ü. M.) fließt sie 72 Kilometer weit überwiegend westwärts. Der Kanton Wallis, der im Wesentlichen aus dem Rhonetal und seinen Seitentälern besteht, liegt zwischen der europäischen Hauptwasserscheide im Norden und dem Alpenhauptkamm im Süden. Dort erheben sich die höchsten Gipfel der Schweizer Alpen.
Bei Martigny macht die Rhone um den Felsvorsprung von Les Follatères am Fuß des Dent-de-Morcles-Massivs einen markanten, ungefähr rechtwinkligen Bogen – genannt das „Rhoneknie“ – und fließt dann 37 Kilometer weit in Richtung Nordnordwesten. Zunächst liegt sie in einem engen Durchbruchstal, dann fließt sie über die Ebene um Monthey und Aigle, und bei Le Bouveret mündet die Rhone in den Genfersee. Am Rand ihres ausgedehnten Flussdeltas liegt das Naturschutzgebiet Les Grangettes.
Für den Durchfluss durch den Genfersee benötigt das Wasser des Flusses durchschnittlich 11,4 Jahre.

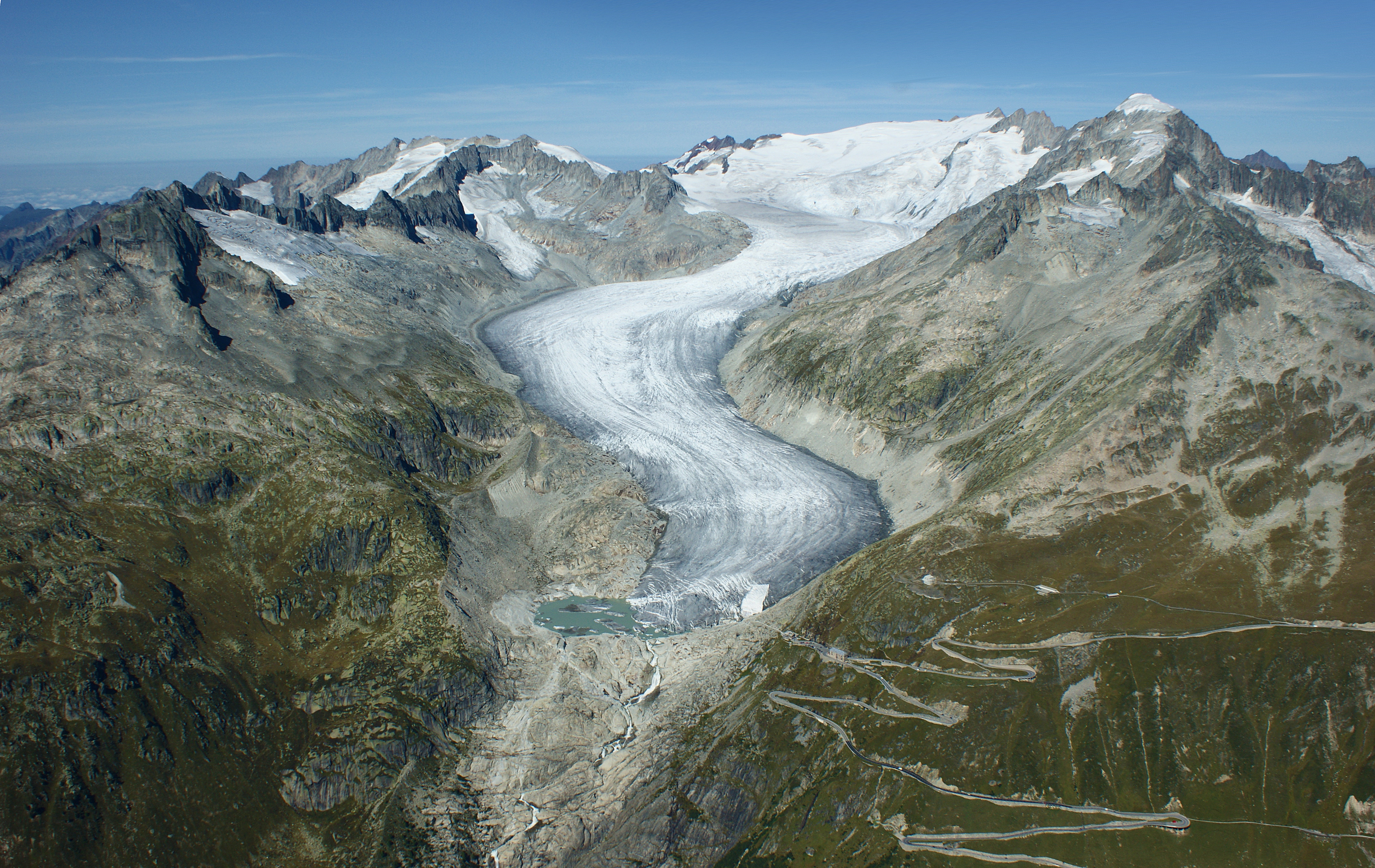
Der Rhonegletscher, Ursprung der Rhone (Foto 2011)
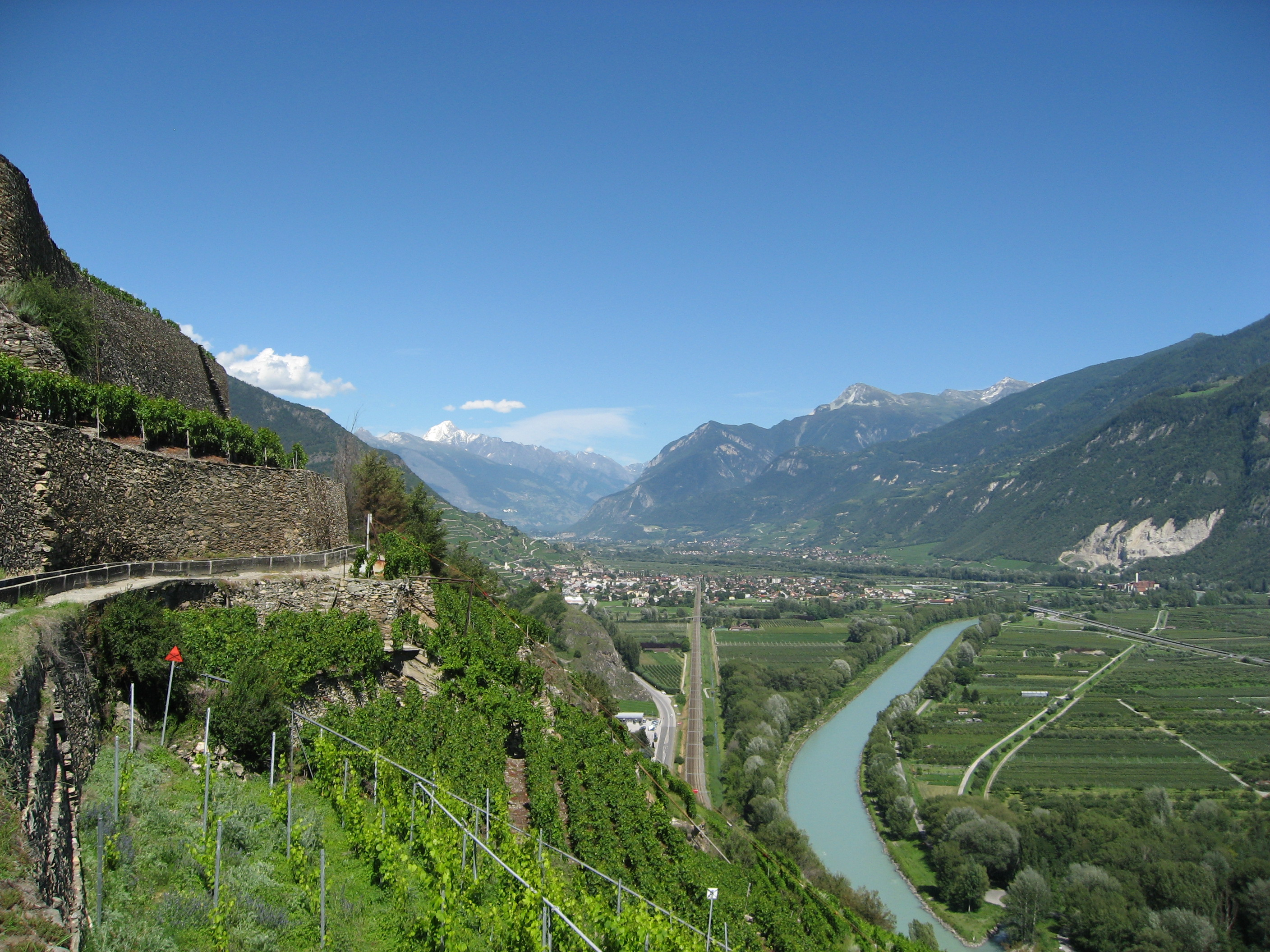
Rhonetal aufwärts oberhalb von Sitten
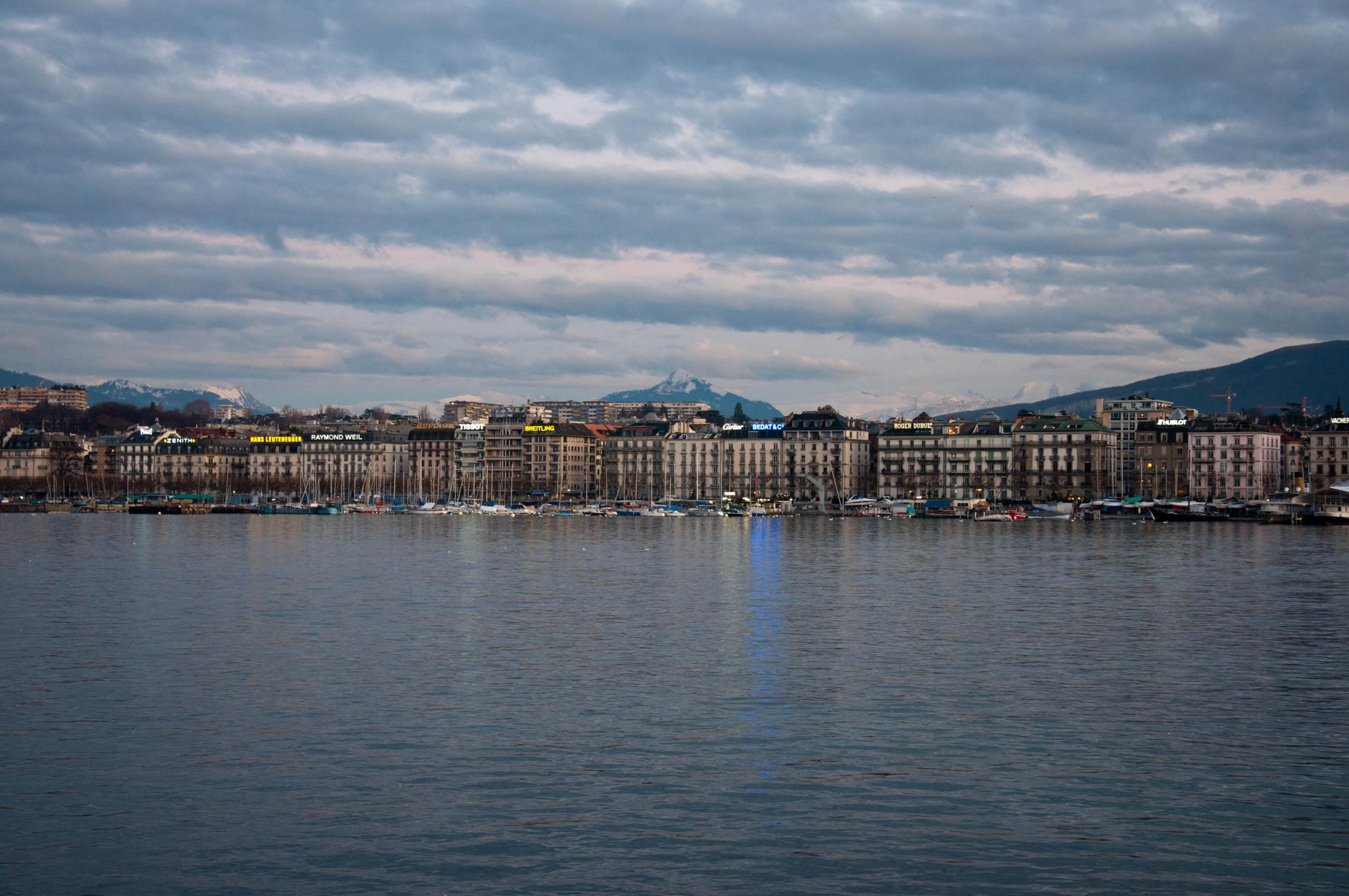
Genfersee in Genf mit Mont Blanc

### Im Kanton Genf
Die Rhone verlässt den Genfersee in der Stadt Genf, die ihren geschichtlichen Ursprung auf einem Moränenhügel links des Flusses und bei der Flussbrücke am Seeende hat. In der Stadtsiedlung führen acht Brücken über den Fluss.
Bei Genf mündet die aus den Savoyischen Voralpen kommende, 108 Kilometer lange Arve von links in die Rhone. Sie durchquert in einem engen Tal die Naturlandschaft mit Waldgebieten und Flussauen, die im Bundesinventar der Landschaften und Naturdenkmäler von nationaler Bedeutung verzeichnet ist.
Bei Chancy verlässt die Rhone das schweizerische Staatsgebiet. Chancy ist die am weitesten westlich gelegene Gemeinde der Schweiz. Zwischen Pougny (Ain) und Les Baraques bildet der Fluss über eine Strecke von etwa neun Kilometern die Grenze zwischen Frankreich und der Schweiz.

### Jura
Südwestlich von Genf erreicht die Rhone das Juragebirge. Der Durchbruch durch dieses Bergmassiv beginnt mit dem engen Défilé de l’Écluse zwischen Collonges und Bellegarde-sur-Valserine und erstreckt sich danach etwa 60 Kilometer weit in südlicher Richtung. Die ehemalige Versickerungsstrecke Pertes du Rhône ist durch den Bau der Talsperre Génissiat seit 1948 überflutet. Der Fluss liegt vorwiegend in Längstälern der Jurafalten und wechselt bei Lücken oder Durchbrüchen in den Höhenrücken von einem Tal ins andere. Im östlichsten dieser Täler liegt südlich der Rhone der Alpenrandsee Lac du Bourget; er ist vom Fluss durch die Verlandungszone des Marais de Chautagne getrennt. Bei Saint-Genix-sur-Guiers hat die Rhone den Jura durchquert, weicht dann aber vor den Höhen des Juravorlandes nach Norden aus, sodass sie erst nach Lagnieu das breite tektonische Tal erreicht, zu dem auch die Burgundische Pforte und der Oberrheingraben gehören. Am Ostrand dieses Tales mündet von rechts der aus dem Jura kommende Fluss Ain in die Rhone. Westlich davon erreicht ebenfalls von Norden die Saône den Strom.

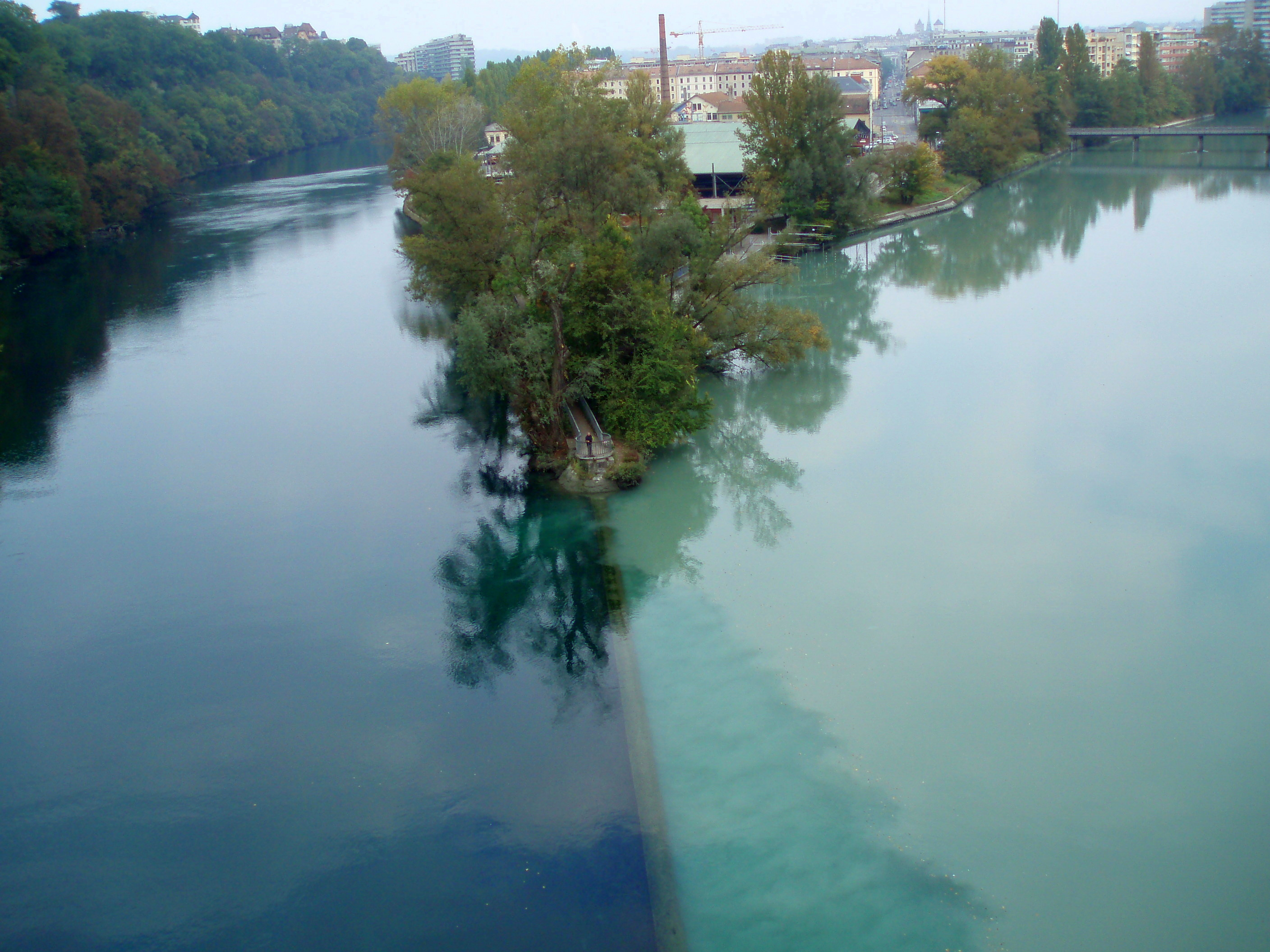
Genf: Mündung der Arve (rechts) aus dem Montblancgebiet
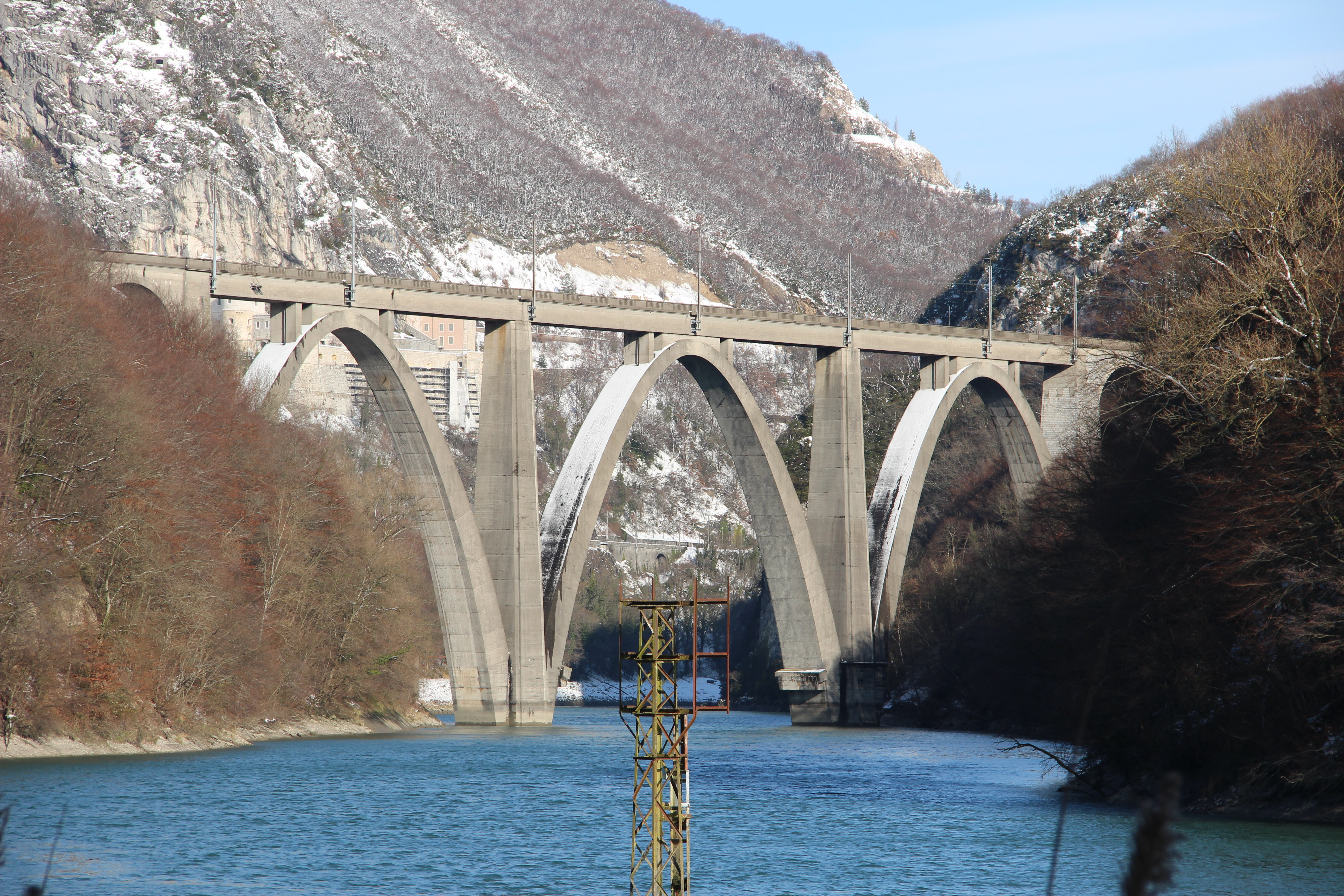
Erster Juradurchbruch der Rhone zwischen Collonges und Bellegarde
Pertes du Rhône bei Bellegarde (seit 1948 überflutet)
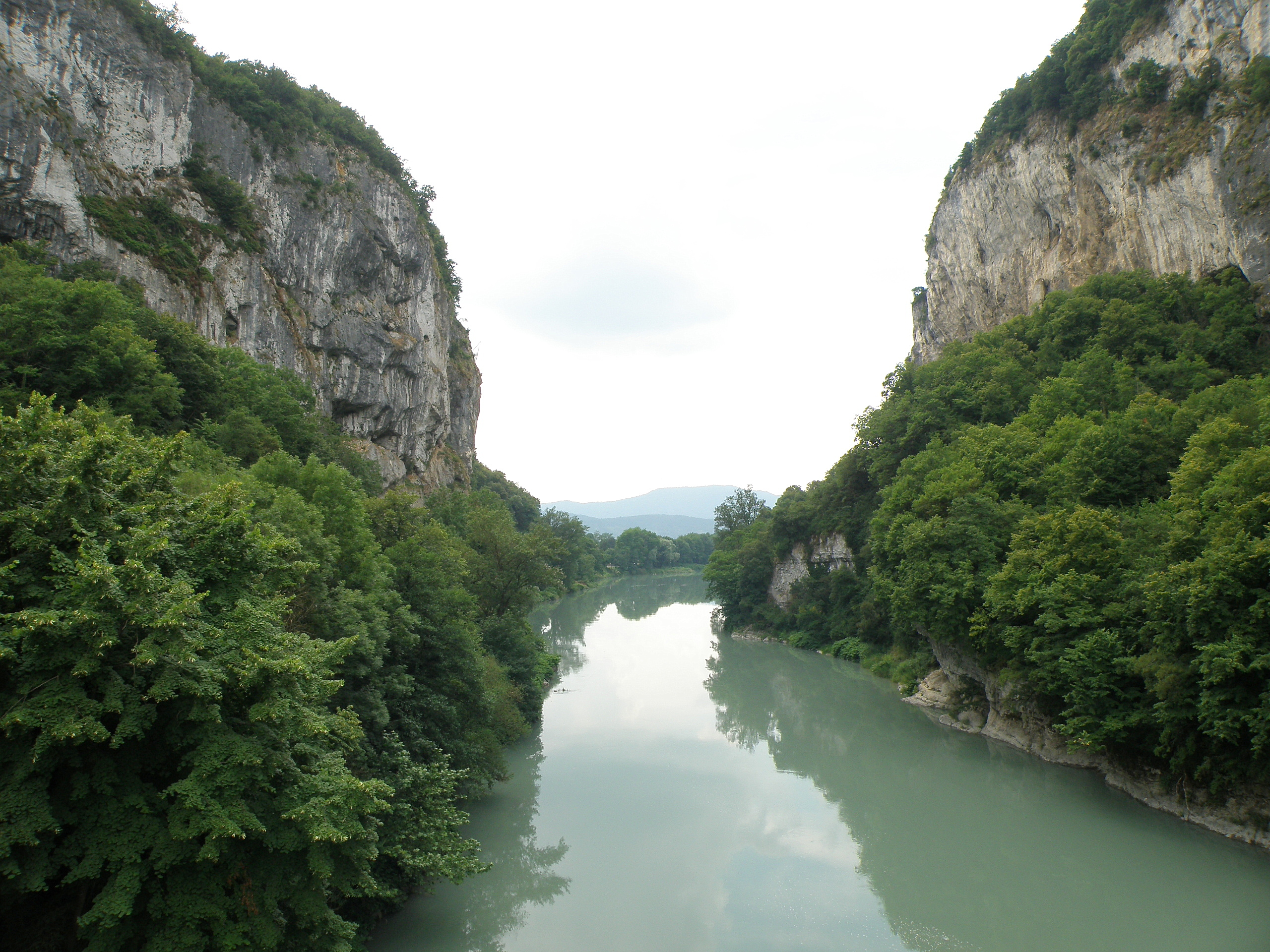
Gorge de Balme, Juradurchbruch der Rhone bei Yenne
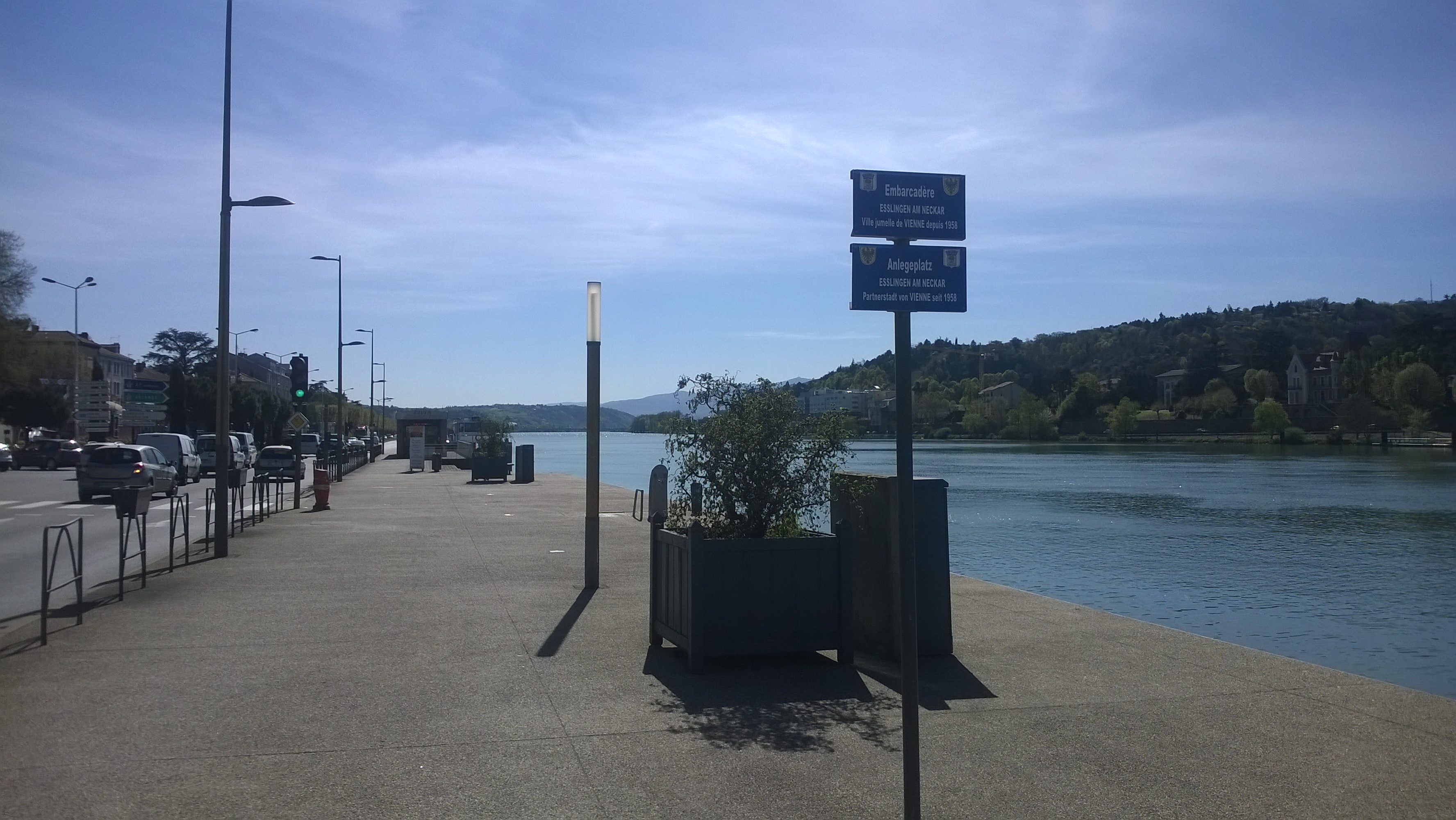
Rhone in Vienne, knapp 30 km südlich von Lyon

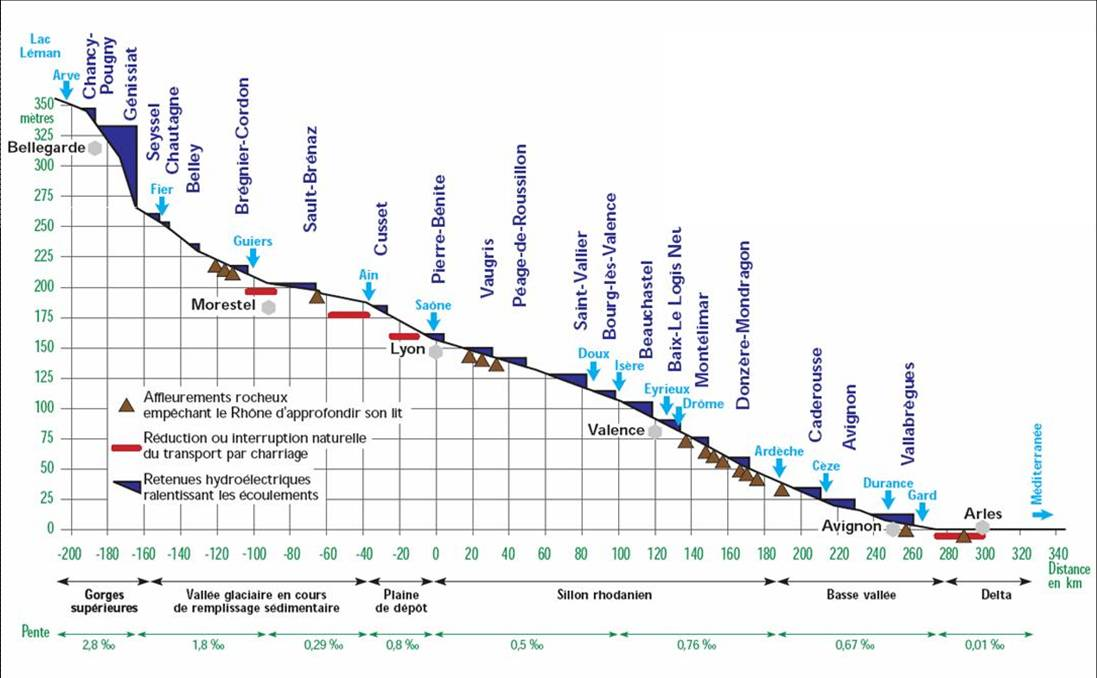
Gefälle der Rhone in Frankreich

### Französisches Rhonetal
An der Mündung der Saône liegt Lyon, die größte Stadt an der Rhone. Von Lyon aus fließt die Rhone in südlicher Richtung zum Mittelmeer. Im breiten französischen Rhonetal liegen die Weinbaugebiete der Côtes du Rhône bis Montélimar und des Departements Bouches-du-Rhône bis Avignon zwischen den Voralpen der Westalpen und den Cevennen.
Bei Tarascon tritt die Rhone in die Mittelmeerebene ein, die jedoch wenige Kilometer östlich des Flusses durch die Alpilles begrenzt wird.

### Rhonedelta
Nordöstlich von Fourques, wo das Mündungsdelta der Rhone beginnt, verlässt der Seitenarm Petit Rhone („Kleine Rhone“) das Flussbett auf der rechten Seite. Dieser alte Flussarm liegt zuerst mehrheitlich am westlichen Rand der Rhoneebene und der Camargue und durchquert schließlich dieses Naturreservat. Er bildet die Grenze zwischen den Departementen Gard und Bouches-du-Rhône. An der Stadt Saint-Gilles, einem alten Pilgerort, vorbei fließt er mäandrierend gegen Süden und mündet westlich des Wallfahrtsortes Saintes-Maries-de-la-Mer in das Mittelmeer.
Südlich von Saint-Gilles zweigt von der Petit-Rhône der Canal du Rhône à Sète ab, der für die Schifffahrt eine Verbindung westlich des Flussdeltas zu den Industriegebieten in der Nähe von Montpellier bietet.

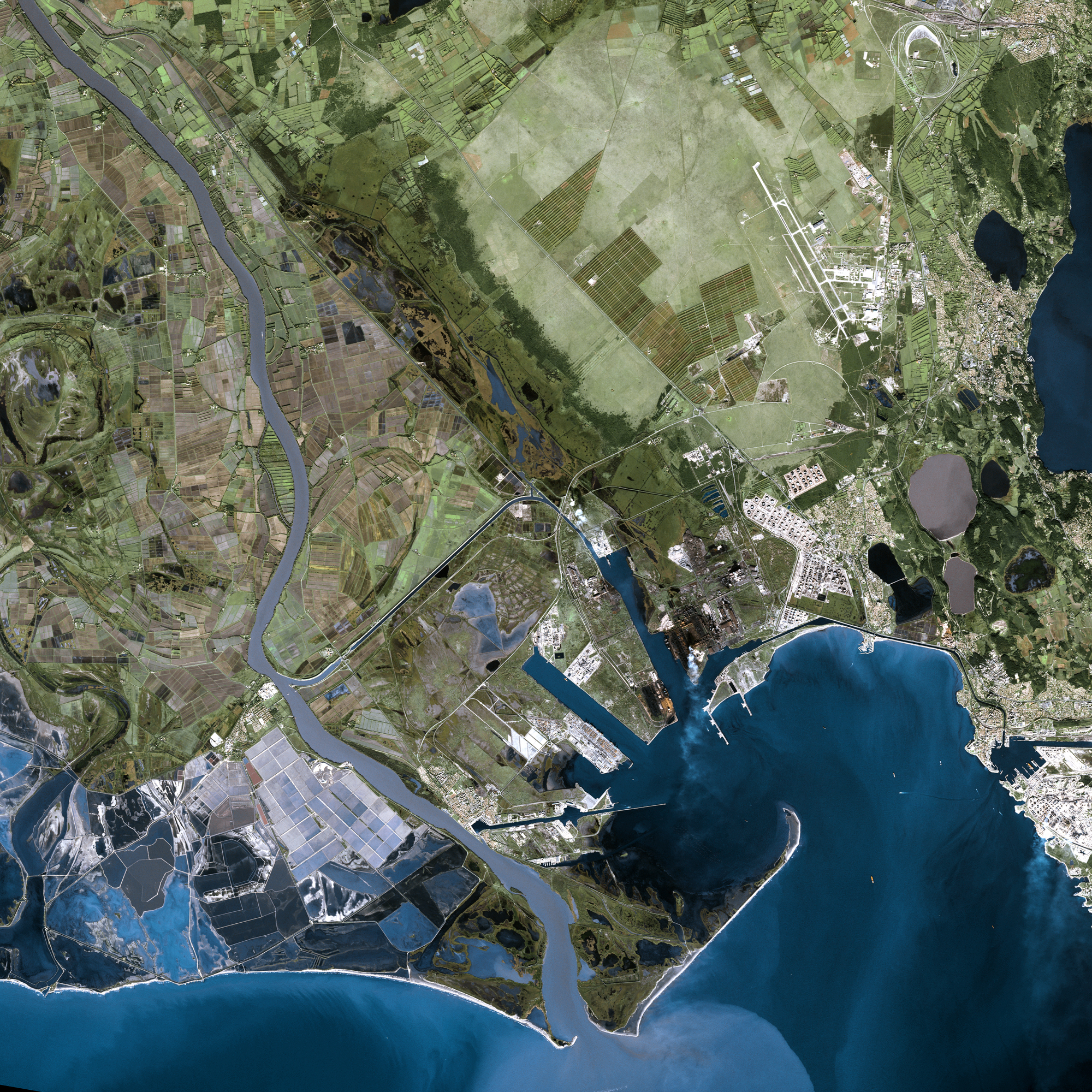
Mündung des Grand Rhône, des östlichen Arms des Deltas; östlich davon der Golfe de Fos mit Häfen und Industrie um Fos-sur-Mer

Von Fourques aus fließt die „Große Rhone“ (Grand Rhone) nach Arles und von dort weiter südostwärts am Ostrand der Camargue vorbei. Diese weite Ebene ist eine für ihre Tierwelt bekannte feuchte, aber wegen der Salzgewinnung in großen Lagunen von Versalzung bedrohte Region, im Süden durch Lagunen begrenzt, deren größte der Étang de Vaccarès ist. Kurz vor der Mündung passiert die Große Rhone die Ortschaft Port-Saint-Louis. Östlich davon liegt die Meeresbucht des Golfe du Fos, der von Hafen- und Industrieanlagen gesäumt ist. Hier befinden sich die weitläufigen Anlagen des Meereshafens von Marseille Marseille Europort.
Am Nordufer der Bucht liegt die Stadt Fos-sur-Mer. Einige Hügel in der Umgebung sind bis zu fünfzig Meter hoch. Jenseits des möglicherweise schon im Altertum gegrabenen Canal de Caronte beginnt die Gebirgsküste der Côte d’Azur.

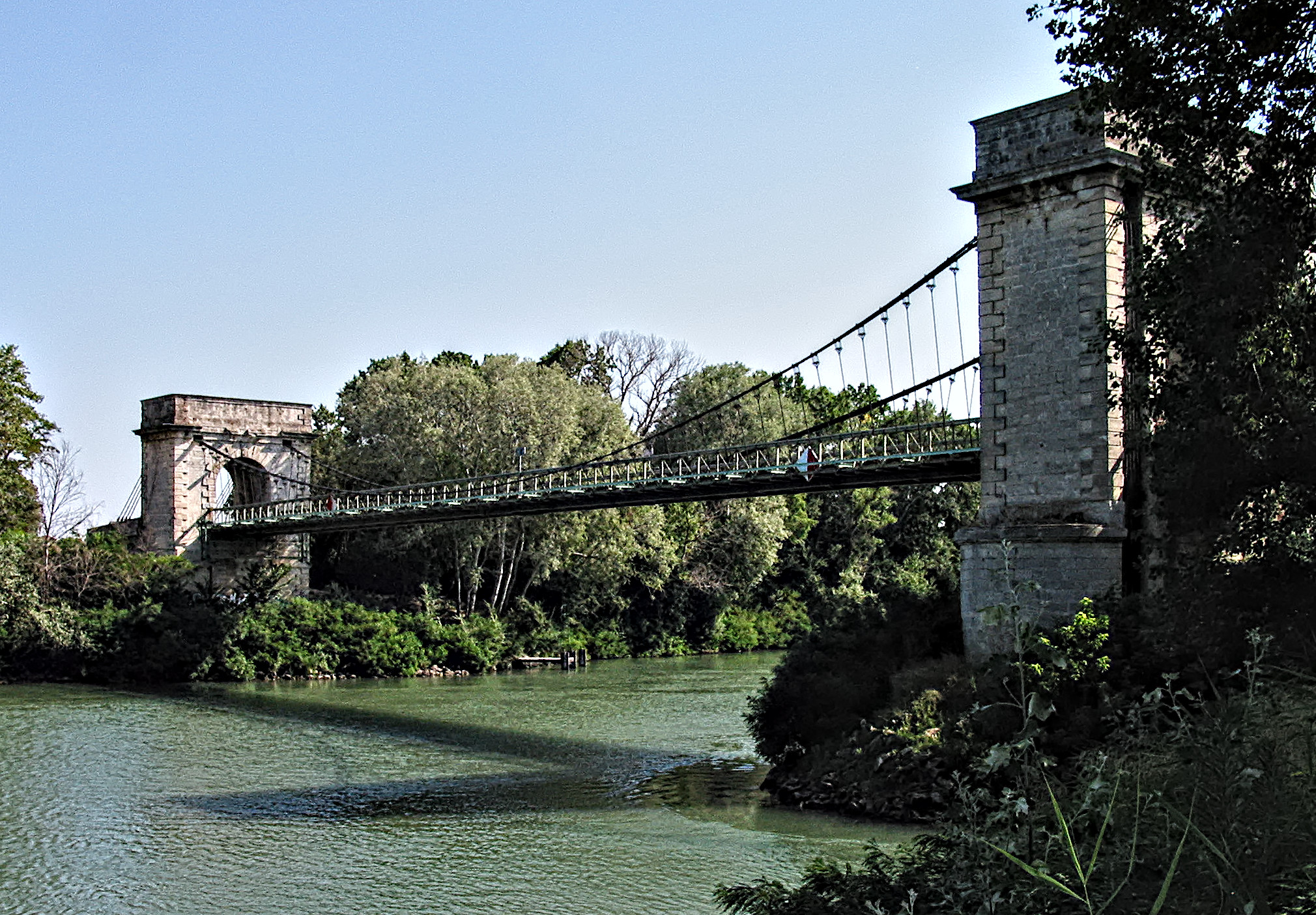
Petit Rhône in Arles
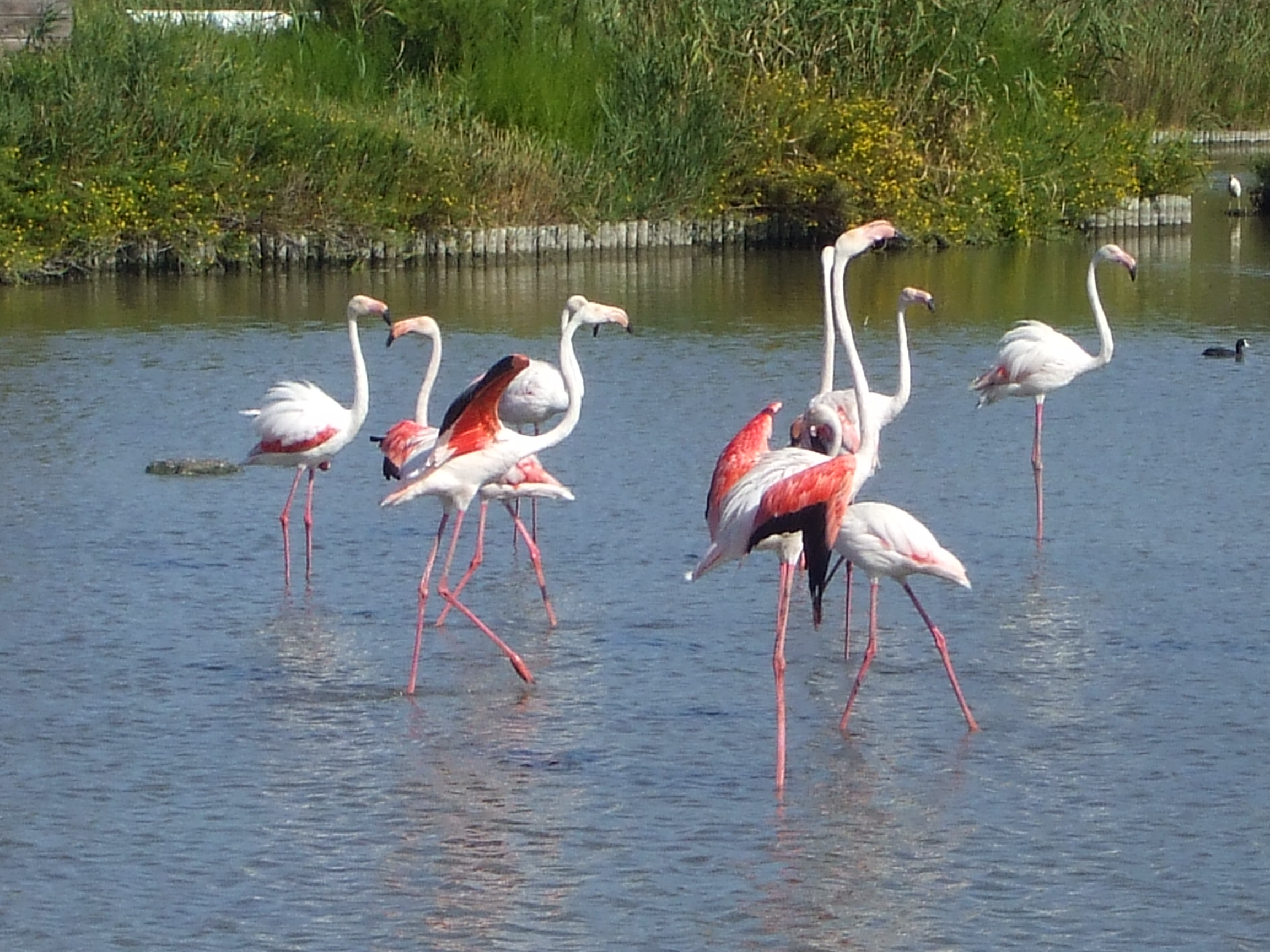
Flamingos in der Camargue
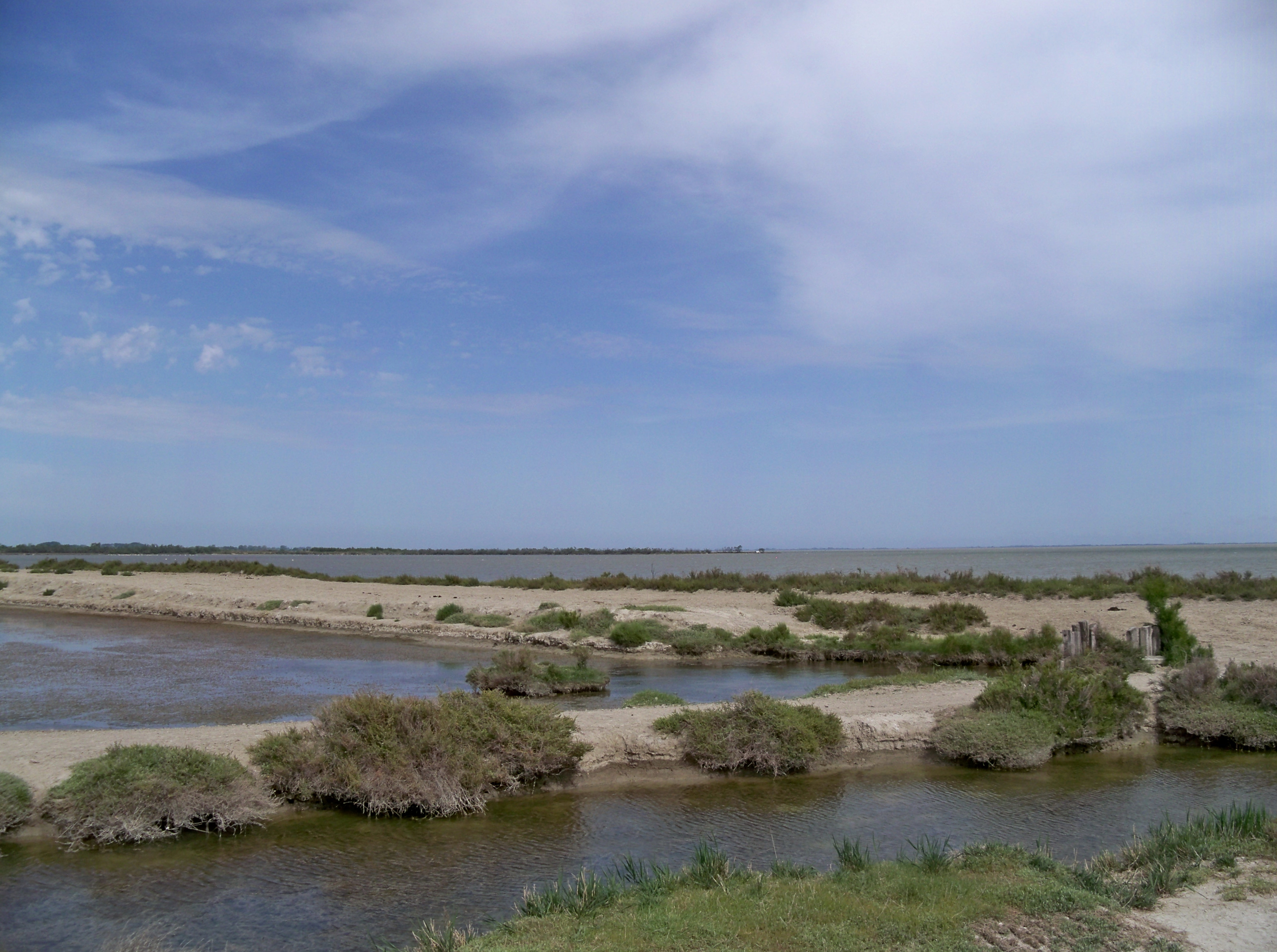
Étang de Vaccarès

## Städte an der Rhone
Eine Auswahl an größeren oder anderweitig bekannten Städten an der Rhone (Reihenfolge flussabwärts):
| Name                | Einwohner (Gemeinde) | Einwohner (Großraum) | Meereshöhe  | Anmerkung |
| ------------------- | -------------------- | -------------------- | ----------- | --- |
| Brig-Glis           | 13.088               |                      | 691 m       | Ausgangspunkt des Simplonpasses und Kreuzungspunkt der Lötschbergachse mit dem Schweizer Rhonetal.                                                                                              |
| Sitten              | 33.532               |                      | 515 m       | Hauptort des Kantons Wallis |
| Martigny            | 17.651               |                      | 471 m       | Ausgangspunkt des Col de la Forclaz an die Arve mit Chamonix am Westfuß des Montblanc und des Grossen Sankt-Bernhard ins Aostatal                                                               |
| Lausanne            | 133.521              |                      | 372 – 929 m | am Nordufer des Genfersees, Hauptstadt des Waadtlandes |
| Genf                | 201.164              |                      | 369 – 458 m | bekannt als Sitz vieler internationaler Organisationen |
| Seyssel             | 2.276 + 965          |                      | 250 – 937 m | Seyssel (Haute-Savoie) am linken und Seyssel (Ain) am rechten Rhoneufer |
| Lyon                | 518.635              | 2.237.676            | 162 – 305 m | größte Stadt an der Rhone |
| Vienne              | 29.589               | 111.606              | 140 – 404 m | |
| Valence             | 64.726               | 175.636              | 106 – 191 m | |
| Montélimar          | 39.415               | 74.692               | 056 – 213 m | „Hauptstadt des Nougat“ |
| Orange              | 28.922               | 27.279               | 024 – 127 m | römisch u. a. „Stadtgründungsbogen“ und Theater; historische Bezüge u. a. Niederlage der Römer bei Arausio 105 v. Chr. und Wilhelm von Nassau-Oranien im Niederländischen Unabhängigkeitskampf. |
| Châteauneuf-du-Pape | 2.062                |                      | 020 – 130 m | ehemalige päpstliche Sommerresidenz; bekanntes Weinbaugebiet |
| Avignon             | 91.729               | 518.981              | 010 – 122 m | 1309–1377 Sitz der Päpste; Ruine der Brücke Pont Saint-Bénézet, Rocher des Doms unmittelbar am Flussufer                                                                                        |
| Beaucaire           | 15.718               |                      | 001 – 156 m | |
| Tarascon            | 15.195               |                      | 002 – 200 m | Drachengeschichte |
| Arles               | 52.566               | 51.031               | 000 – 057 m | römisch u. a. Theater, Forum und Arena (Amphitheater); eine Wirkungsstätte von Vincent van Gogh                                                                                                 |
| Port-Saint-Louis    | 8.423                |                      | 000 – 003 m | Mündung des Grand-Rhône ins Meer |

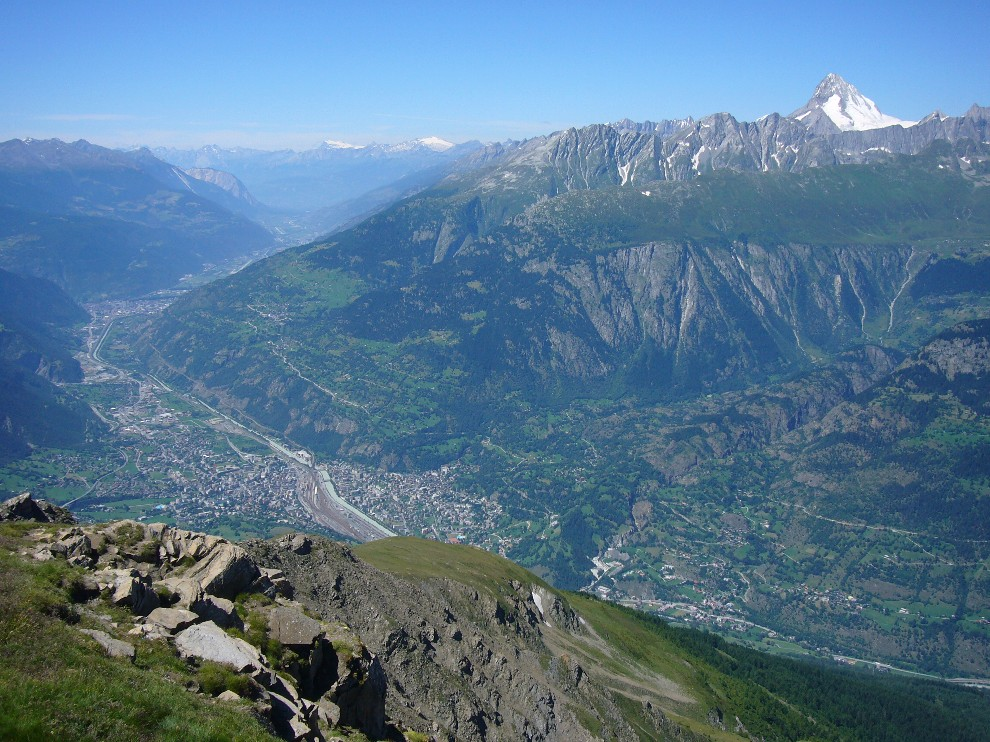
Brig-Glis, Naters und das Bietschhorn
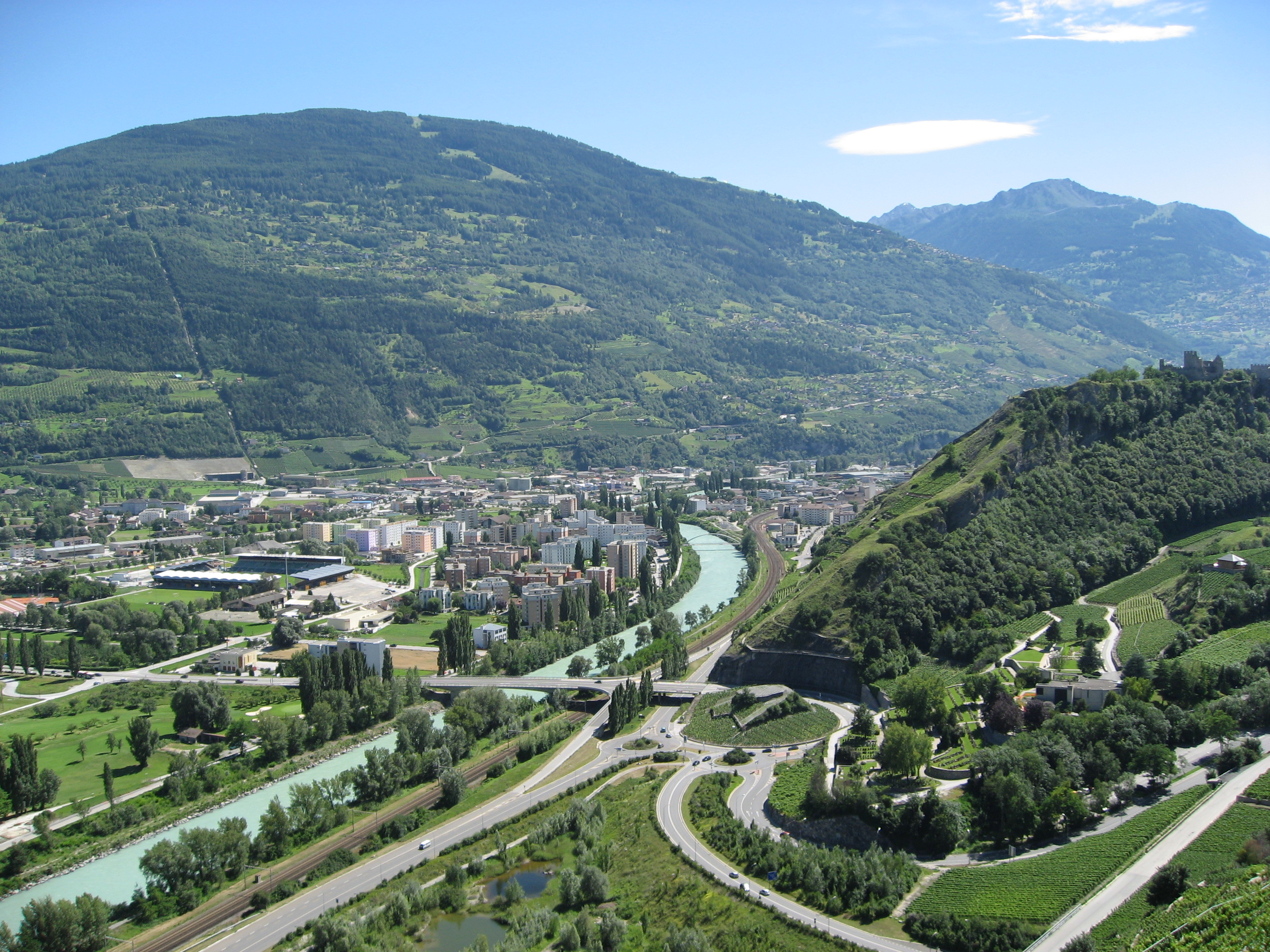
Sion
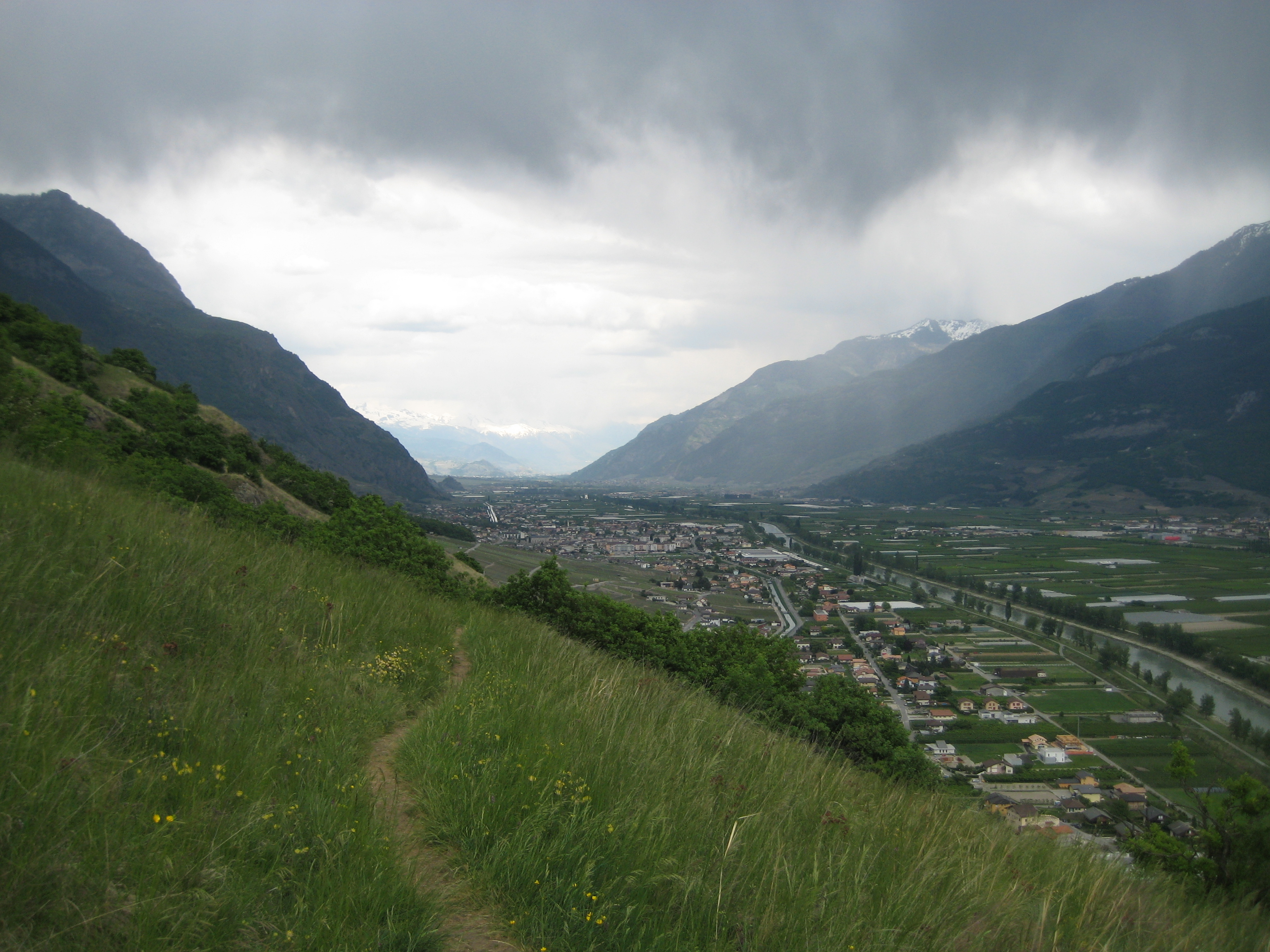
Fully
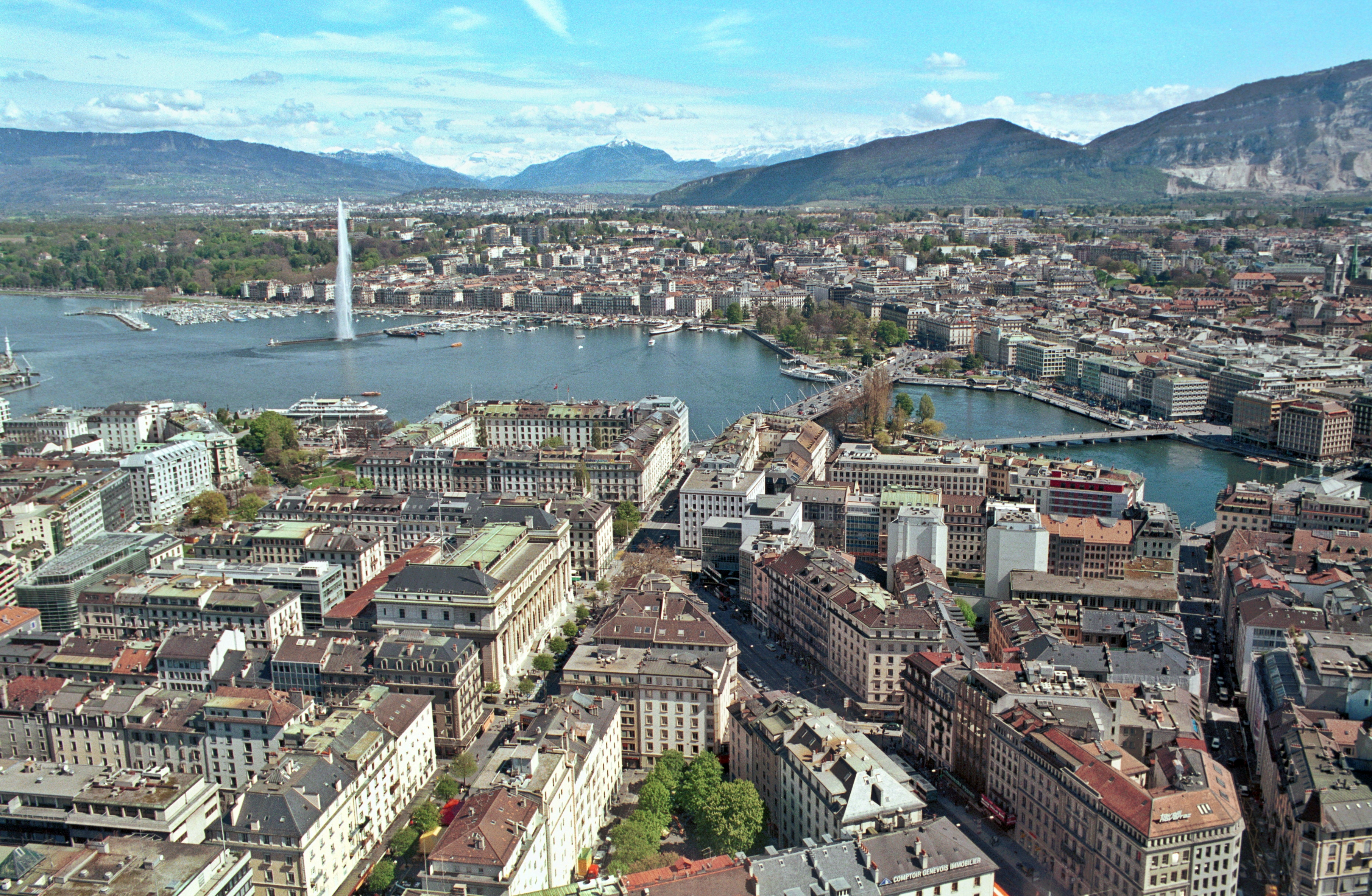
Genf, am Ausfluss aus dem Genfersee
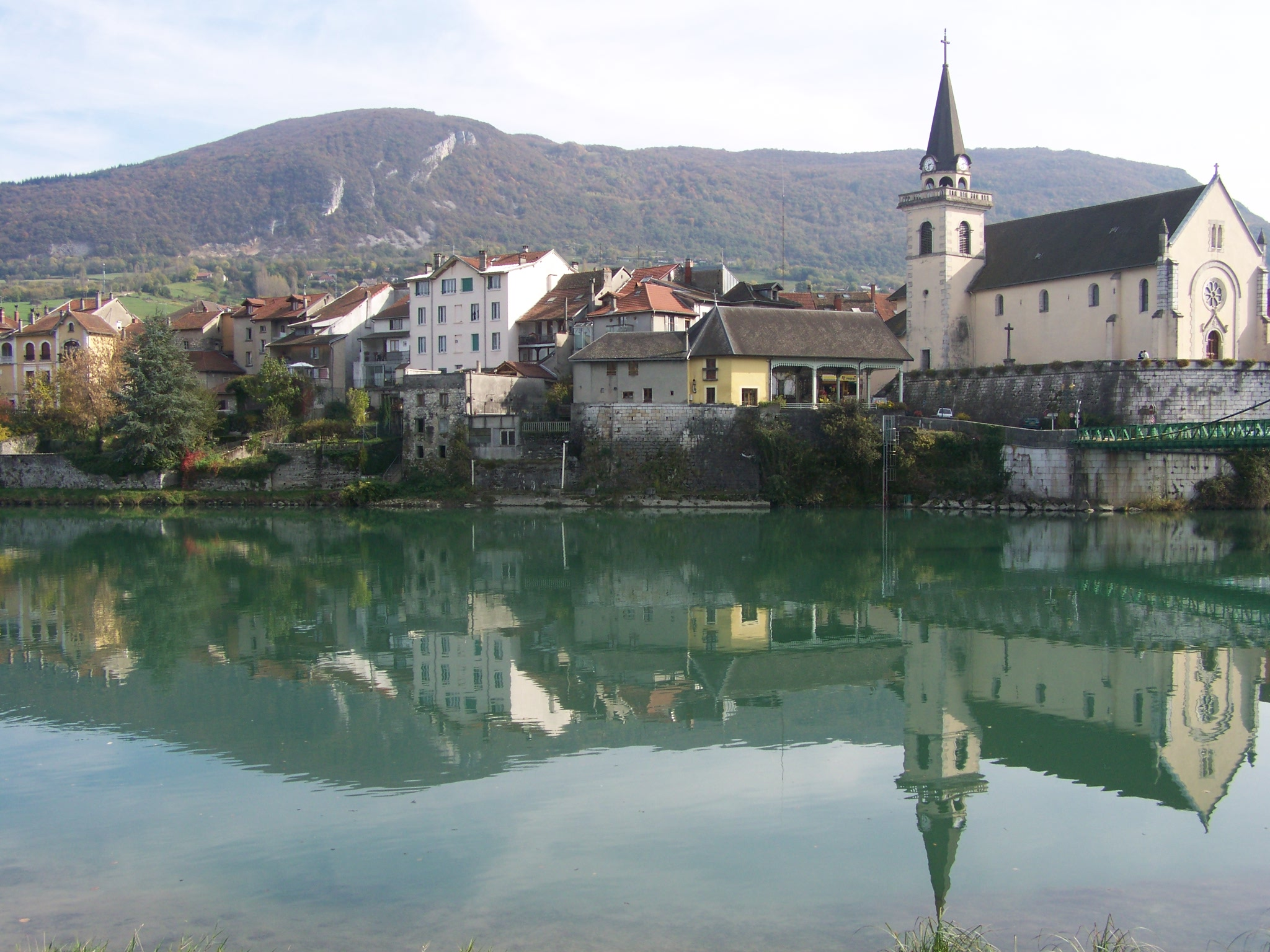
Seyssel (Haute-Savoie)
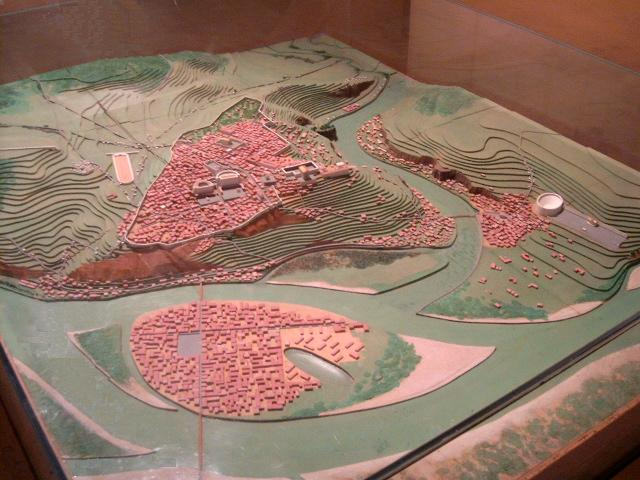
Das heutige Lyon entstand aus der römischen Siedlung Lugdunum
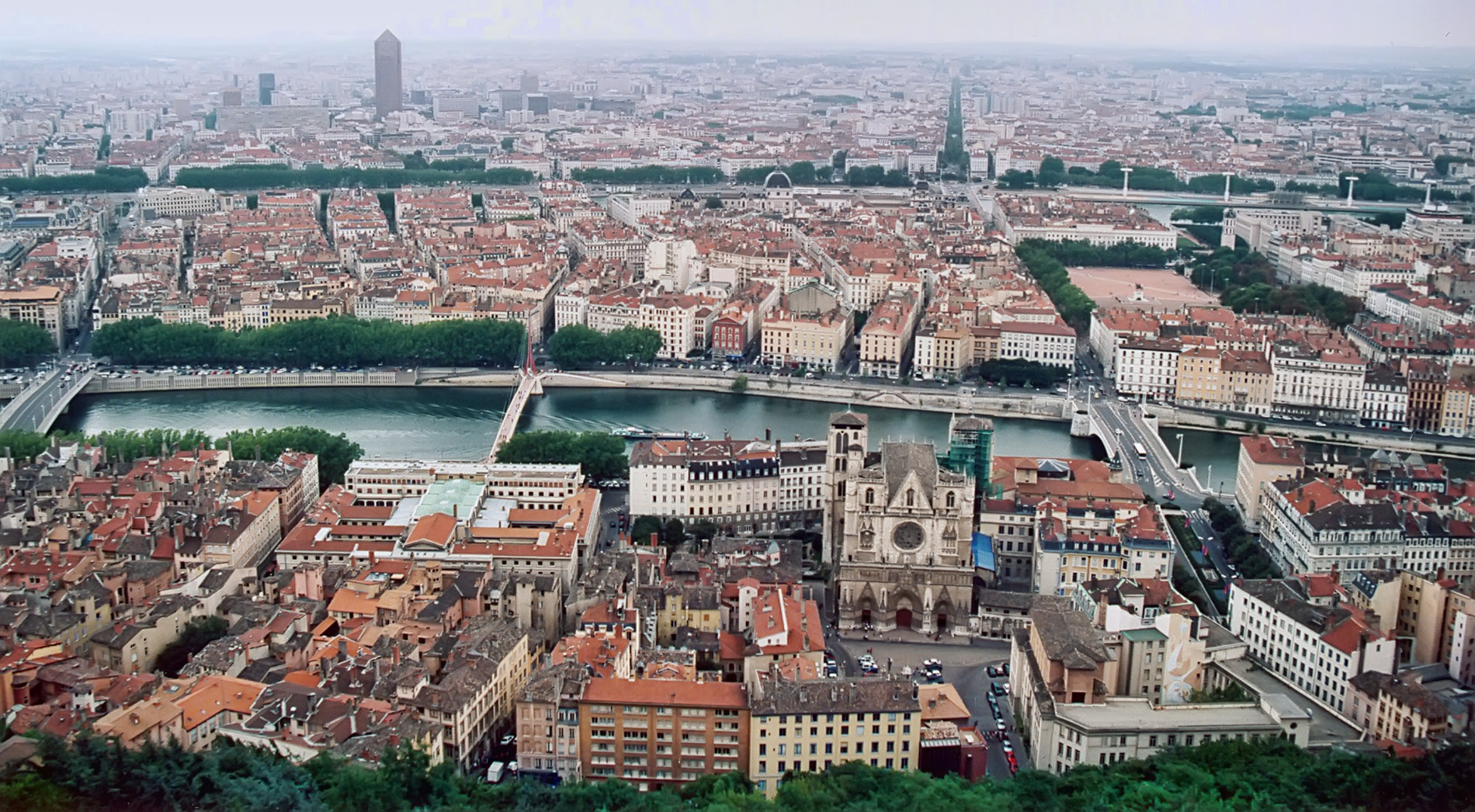
Lyon mit den Flüssen Saône (Vordergrund) und Rhone (Hintergrund)
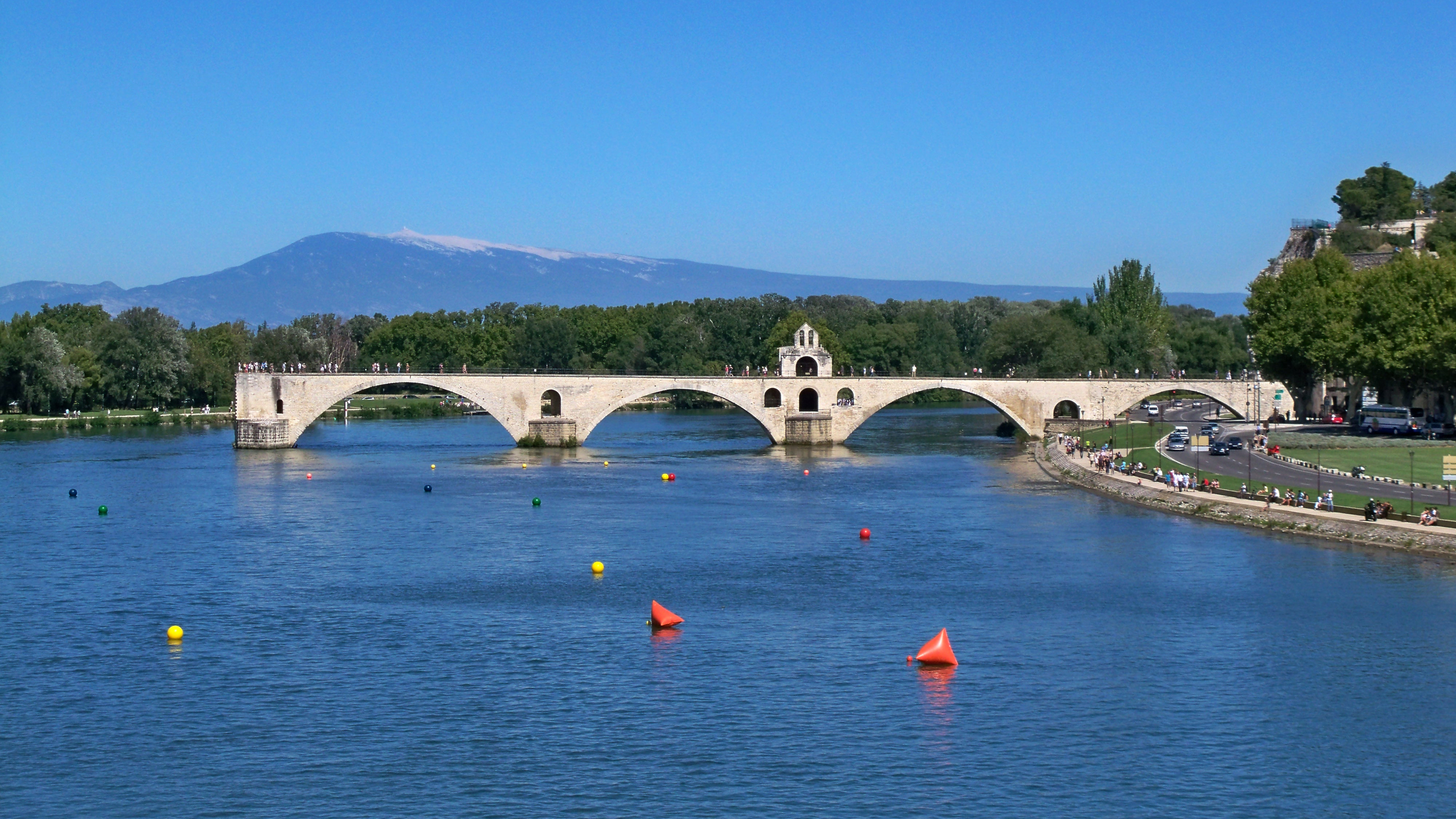
Ruine der Pont Saint-Bénézet bei Avignon
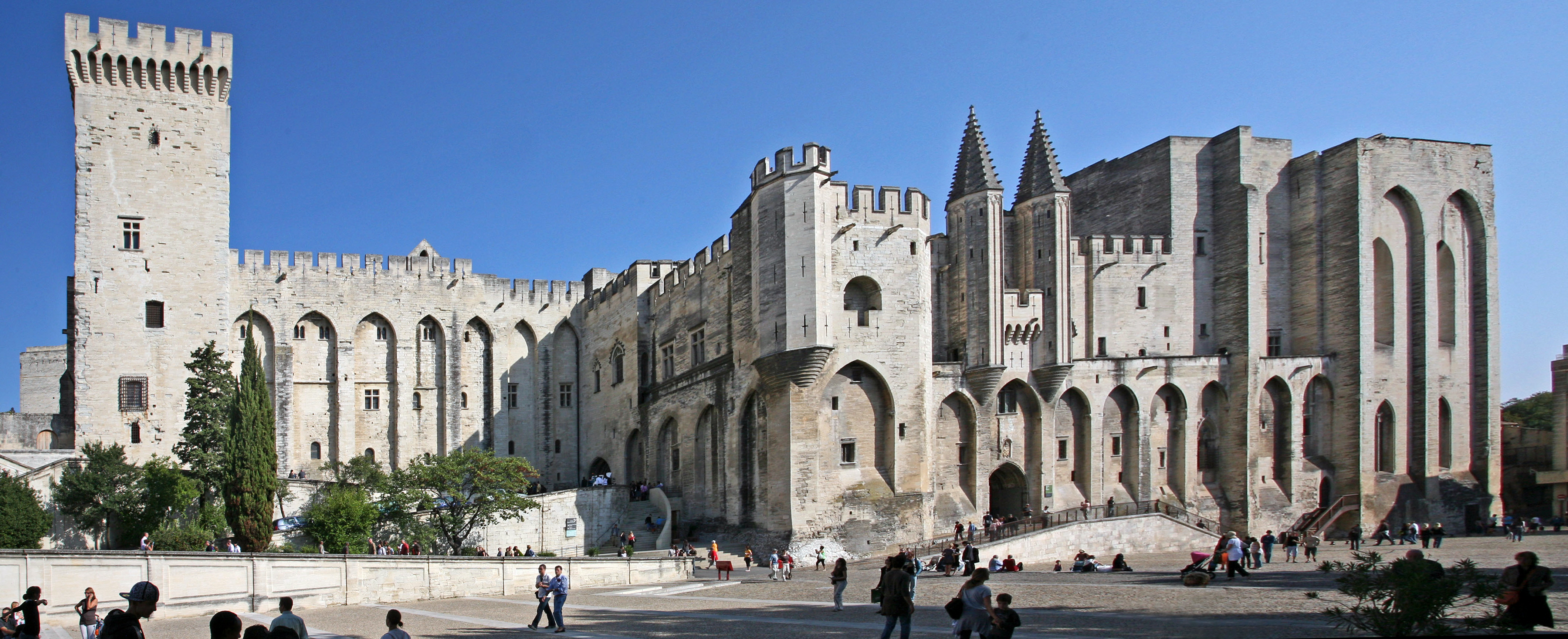
Papstpalast in Avignon
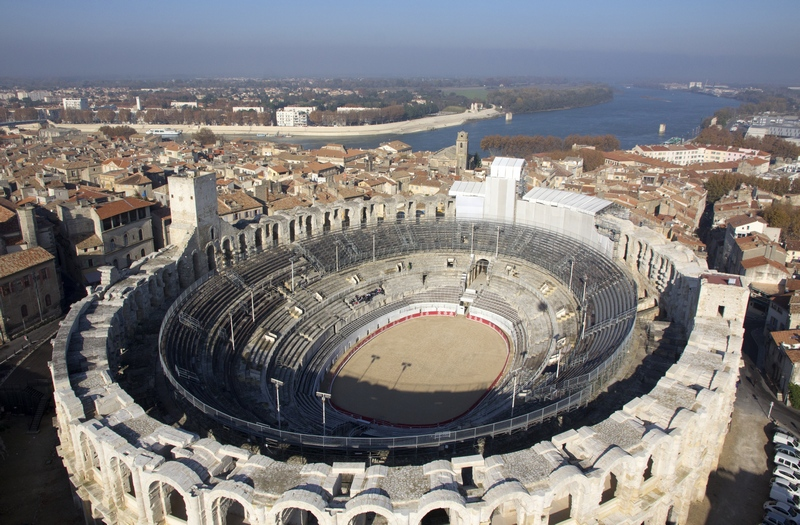
Römische Arena in Arles
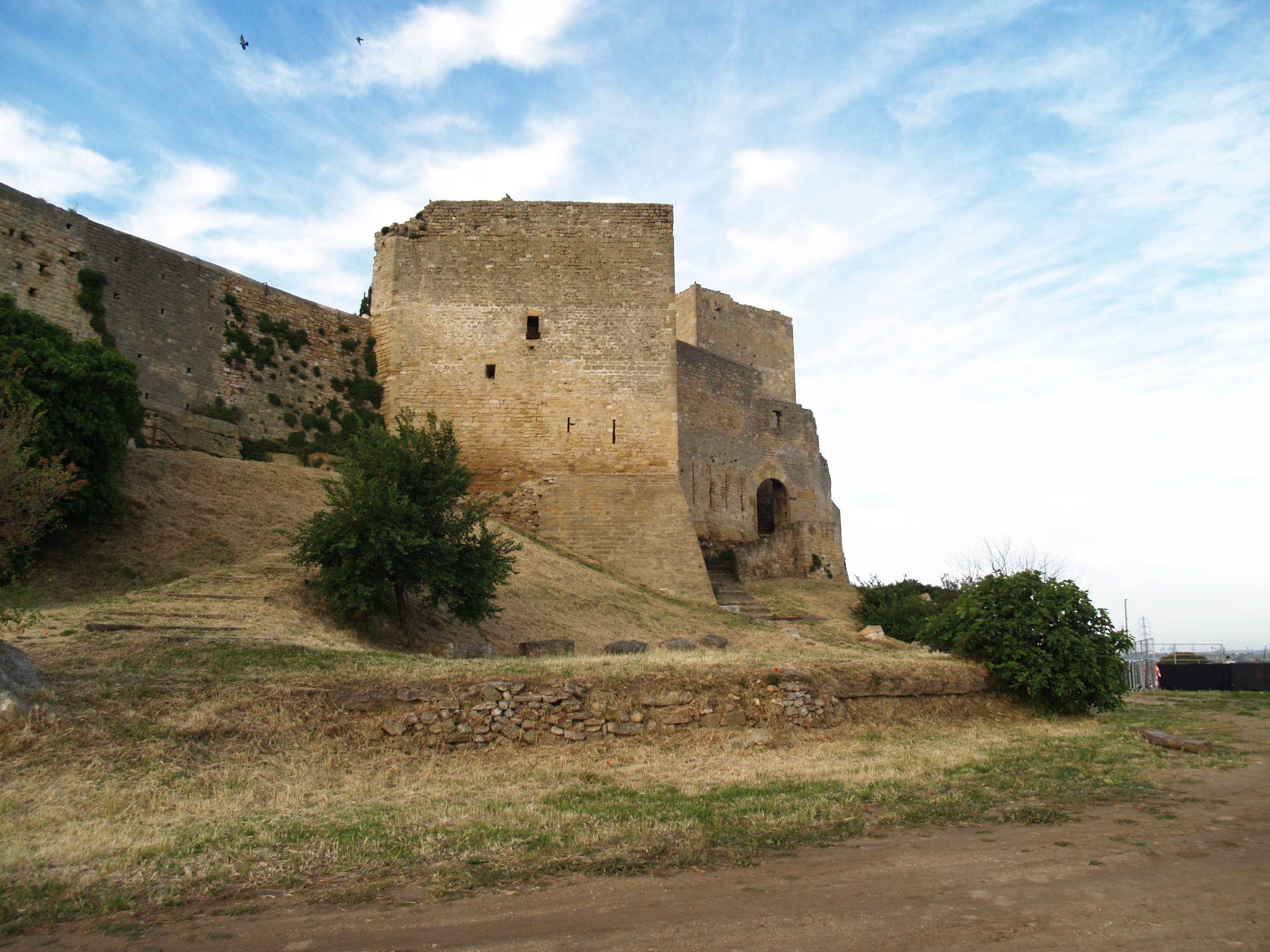
Festung bei Fos-sur-Mer

## Flusssystem Rhone
Die Rhone hat zahlreiche Nebenflüsse. Direkte Zuflüsse mit einer Länge von mehr als 100 Kilometern in der Reihenfolge ihrer Länge:
Die Saône hat bei ihrer Mündung in die Rhone in Lyon bereits eine längere Strecke als diese hinter sich gebracht. Die Flussstrecke aus Saône und unterer Rhone ist mit 860 km länger als der Lauf der Rhone selber mit 812 km. Der längste Flussweg im Flusssystem Rhone aus Rhone–Saône–Doubs–Cébriot misst sogar 1031 km.

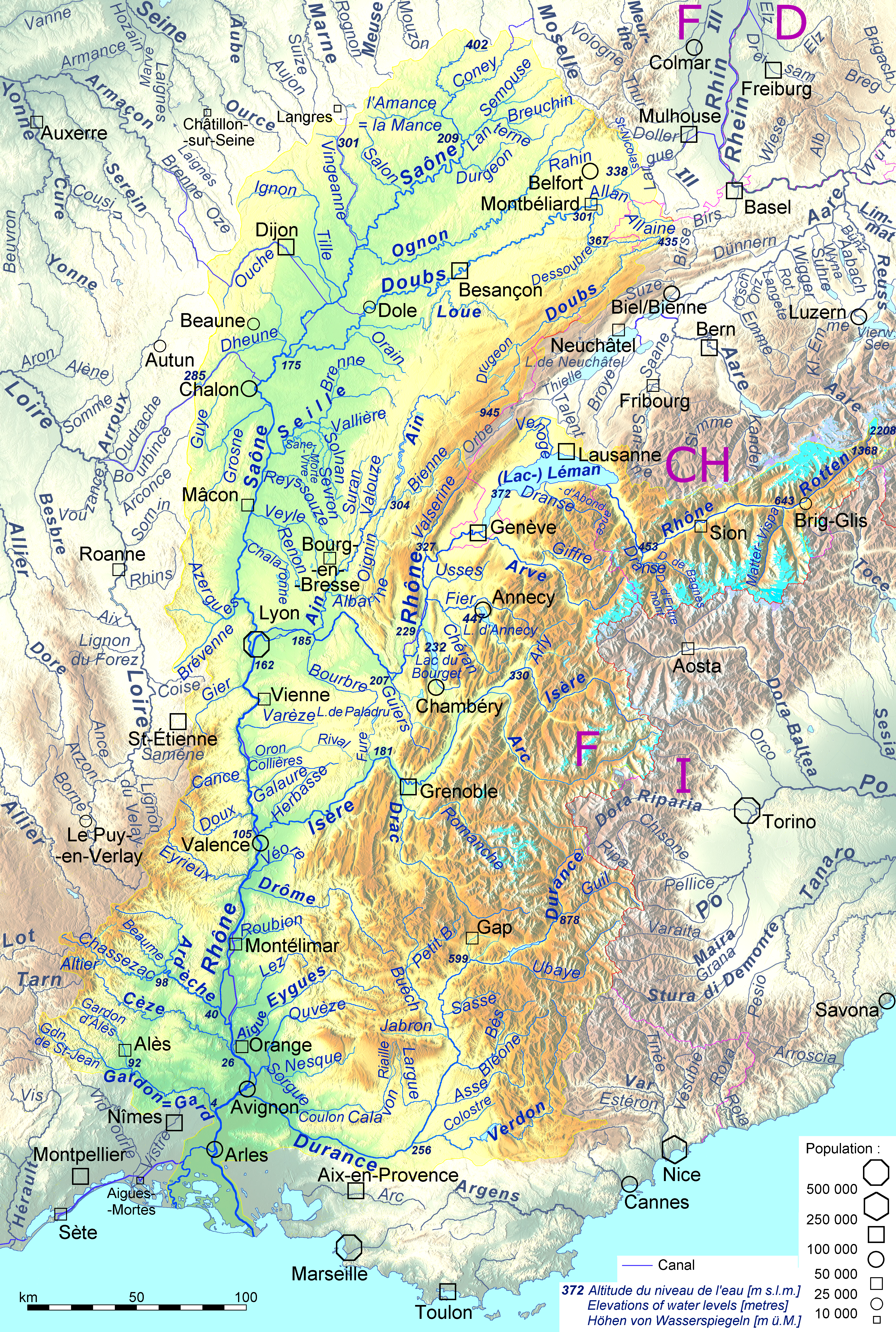
Einzugsgebiet der Rhone mit Benennung der meisten Gewässer über 36 km Länge
Diese Karte in 20-%-Projektion – 749 × 1114 px

Die Rhone, ihre wichtigsten Nebenflüsse und deren wichtigste Nebenflüsse ab 36 km Länge:
Erklärungen zur nachfolgenden Tabelle:
- Reihenfolge flussaufwärts
- Die Angabe der Einmündungsseite („rechts“/„links“) steht linksbündig unter dem Namenskästchen des Flusses, in den der Zufluss mündet.
- Pfeile sind flussabwärts gerichtet und markieren obere Teile eines schon vorher erwähnten Flusslaufs.
- Sind an einem Zusammenfluss amtlich beide ankommenden Gewässer gleichermaßen als Quellflüsse des Gewässers unterhalb klassifiziert, so sind ihre Mündungen mit „↑ li.“ und „↑ re.“ gekennzeichnet.
- Gewässer unter 36 km sind mit aufgenommen, wenn sie als hydrologischer Oberlauf oder Unterlauf eines längeren Flusslaufs betrachtet werden können.

Quellenlinks:
- französische Gewässernummern → jeweiliger Datensatz der Datenbank SANDRE
- Schweizer Gewässernummern → passender Ausschnitt der interaktiven Karte VECTOR25 Gewässernetz des Bundesamtes für Landestopografie (swisstopo) – Anklicken der Gewässerabschnitte ergibt GEWISS-Nummern und (Teilstrecken-)Längen. Durch die Messfunktion kann man Gesamtlängen ermitteln und Höhenangaben erlangen.

| Zufluss in Fließrichtung gesehen von | Zufluss in Fließrichtung gesehen von                                           | Zufluss in Fließrichtung gesehen von                                           | Name                                                                           | Name                                                                           | Lage der Mündung                                        | Gewässernummer: SANDRE (FR), GEWISS (CH) | Länge [km]                    | Einzugs- gebiet [km²]         | mittlerer Abfluss [m³/s]      |
| --- | ------------------------------------------------------------------------------ | ------------------------------------------------------------------------------ | ------------------------------------------------------------------------------ | ------------------------------------------------------------------------------ | ------------------------------------------------------- | ---------------------------------------- | ----------------------------- | ----------------------------- | ----------------------------- |
| Rhone | Rhone                                                                          | Rhone                                                                          | Rhone                                                                          | Rhone                                                                          | Rhonedelta                                              | V---0000 CH: 95                          | 8120,0                        | 95.590.00                     | 1.69000000                    |
| rechts | Gardon oder Gard incl. Abschnitten Gardon d’Anduze (16 km) u. Gardon de Mialet | Gardon oder Gard incl. Abschnitten Gardon d’Anduze (16 km) u. Gardon de Mialet | Gardon oder Gard incl. Abschnitten Gardon d’Anduze (16 km) u. Gardon de Mialet | Gardon oder Gard incl. Abschnitten Gardon d’Anduze (16 km) u. Gardon de Mialet | 10 km ob. Beaucaire                                     | V71-0400                                 | 127,30                        | 1.999.0                       | 0032,7                        |
| rechts | links                                                                          | Gardon d’Alès                                                                  | Gardon d’Alès                                                                  | Gardon d’Alès                                                                  | bei Vézénobres                                          | V7150500                                 | 60,6                          | 444                           |                               |
| rechts | rechts                                                                         | Gardon de Saint-Jean                                                           | Gardon de Saint-Jean                                                           | Gardon de Saint-Jean                                                           | 10 km ob. Anduze                                        | V7130500                                 | 49,4                          | 265                           |                               |
| links | Durance                                                                        | Durance                                                                        | Durance                                                                        | Durance                                                                        | Südrand von Avignon                                     | X---0000                                 | 323,50                        | 14.342.00                     | 180,00                        |
| links | rechts                                                                         | Coulon ← Calavon mit am Zusammenfl. längeren Zufluss:                          | Coulon ← Calavon mit am Zusammenfl. längeren Zufluss:                          | Coulon ← Calavon mit am Zusammenfl. längeren Zufluss:                          | Cavaillon                                               | X34-0400                                 | 88,2                          | 1.028.0                       | 001,17                        |
| links | rechts                                                                         | rechts                                                                         | Riaille ← Ravin de Font Brune                                                  | Riaille ← Ravin de Font Brune                                                  | 2,3 km ob. Valsaintes (4 km östlich Simiane-la-Rotonde) | X3400500                                 | 20,7                          |                               |                               |
| links | links                                                                          | Verdon                                                                         | Verdon                                                                         | Verdon                                                                         | 10 km ob. Saint-Paul-lès-Durance                        | X2--0200                                 | 165,70                        | 2.294.0                       | 26,8                          |
| links | links                                                                          | rechts                                                                         | Colostre                                                                       | Colostre                                                                       | 10 km ob. Gréoux-les-Bains                              | X27-0400                                 | 36,2                          | 215                           |                               |
| links | rechts                                                                         | Largue ← Crapon                                                                | Largue ← Crapon                                                                | Largue ← Crapon                                                                | 10 km ob. Manosque                                      | X27-0400                                 | 36,2                          | 215                           |                               |
| links | links                                                                          | Asse ← Asse de Clumanc                                                         | Asse ← Asse de Clumanc                                                         | Asse ← Asse de Clumanc                                                         | 10 km ob. Manosque                                      | X14-0400                                 | 75,3                          | 500                           | 05                            |
| links | links                                                                          | Bléone                                                                         | Bléone                                                                         | Bléone                                                                         | bei Les Mées                                            | X12-0400                                 | 67,5                          | 906                           |                               |
| links | links                                                                          | rechts                                                                         | Bès                                                                            | Bès                                                                            | 10 km ob. Digne-les-Bains                               | X1220500                                 | 38,8                          | 233                           |                               |
| links | rechts                                                                         | Jabron                                                                         | Jabron                                                                         | Jabron                                                                         | 10 km unt. Sisteron                                     | X1100500                                 | 36,5                          | 205                           |                               |
| links | rechts                                                                         | Buëch                                                                          | Buëch                                                                          | Buëch                                                                          | in Sisteron                                             | X10-0400                                 | 85,2                          | 1.478.0                       | 230,0                         |
| links | rechts                                                                         | links                                                                          | Petit Buëch                                                                    | Petit Buëch                                                                    | 10 km ob. Serres                                        | X1020500                                 | 44,9                          | 389                           | 20,20                         |
| links | rechts                                                                         | Sasse                                                                          | Sasse                                                                          | Sasse                                                                          | 10 km ob. Sisteron                                      | X07-0400                                 | 38,4                          | 332                           |                               |
| links | links                                                                          | Ubaye                                                                          | Ubaye                                                                          | Ubaye                                                                          | 10 km ob. Lac de Serre-Ponçon                           | X04-0400                                 | 82,7                          | 1.011.0                       | 20,50                         |
| links | links                                                                          | Guil                                                                           | Guil                                                                           | Guil                                                                           | 10 km ob. Mont-Dauphin                                  | X02-0400                                 | 51,5                          | 727                           | 170,0                         |
| links | Ouvèze                                                                         | Ouvèze                                                                         | Ouvèze                                                                         | Ouvèze                                                                         | 10 km ob. Avignon                                       | V6--0200                                 | 93,3                          | 2.200.0                       | 250,0                         |
| links | links                                                                          | Sorgue de Velleron mit längerem Nebenfluss:                                    | Sorgue de Velleron mit längerem Nebenfluss:                                    | Sorgue de Velleron mit längerem Nebenfluss:                                    | bei Bédarrides                                          | V6150500                                 | 30,4                          | 1.083.0                       | 18,10                         |
| links | links                                                                          | links                                                                          | Nesque                                                                         | Nesque                                                                         | 10 km vor deren Mündung                                 | V61-0400                                 | 53,3                          | 406                           |                               |
| links | Aigue/Aygues ← Eygues                                                          | Aigue/Aygues ← Eygues                                                          | Aigue/Aygues ← Eygues                                                          | Aigue/Aygues ← Eygues                                                          | SW von Orange                                           | V53-0400                                 | 114,20                        | 473                           | 06,22                         |
| rechts | Cèze                                                                           | Cèze                                                                           | Cèze                                                                           | Cèze                                                                           | gegenüber Orange                                        | V54-0400                                 | 128,40                        | 1.359.0                       | 220,0                         |
| links | Lez                                                                            | Lez                                                                            | Lez                                                                            | Lez                                                                            | bei Mornas                                              | V52-0400                                 | 73,5                          | 445                           |                               |
| rechts | Ardèche                                                                        | Ardèche                                                                        | Ardèche                                                                        | Ardèche                                                                        | 1 km ob. Pont-Saint-Esprit                              | V50-0400                                 | 125,10                        | 2.376.0                       | 650,0                         |
| rechts | rechts                                                                         | Chassezac                                                                      | Chassezac                                                                      | Chassezac                                                                      | 10 km unt. Ruoms                                        | V5040500                                 | 84,6                          | 560                           | 15,30                         |
| rechts | rechts                                                                         | rechts                                                                         | Altier                                                                         | Altier                                                                         | bei Pied-de-Borne                                       | V5040660                                 | 39,1                          | 150                           | 3,5                           |
| rechts | rechts                                                                         | Beaume (Ardèche)                                                               | Beaume (Ardèche)                                                               | Beaume (Ardèche)                                                               | bei Ruoms                                               | V5030500                                 | 43,9                          | 244                           | 7,6                           |
| links | Roubion                                                                        | Roubion                                                                        | Roubion                                                                        | Roubion                                                                        | in Montélimar                                           | V44-0400                                 | 66,6                          | 612                           |                               |
| links | Drôme                                                                          | Drôme                                                                          | Drôme                                                                          | Drôme                                                                          | abwärts ggü. La Voulte-sur-Rhône                        | V42-0400                                 | 110,00 (110,7)                | 1.663.0                       |                               |
| links | Véore                                                                          | Véore                                                                          | Véore                                                                          | Véore                                                                          | 10 km aufwärts ggü. La Voulte-sur-Rhône                 | V40-0400                                 | 37,6                          | 392 od. 383                   | 2,0                           |
| rechts | Eyrieux                                                                        | Eyrieux                                                                        | Eyrieux                                                                        | Eyrieux                                                                        | 1 km ob. La Voulte-sur-Rhône                            | V41-0400                                 | 83,4                          | 865                           | 15,50                         |
| links | Isère                                                                          | Isère                                                                          | Isère                                                                          | Isère                                                                          | Valence                                                 | W---0000                                 | 286,00                        | 11.890.00                     | 330,000                       |
| links | rechts                                                                         | Herbasse                                                                       | Herbasse                                                                       | Herbasse                                                                       | 10 km ob. deren Mündung                                 | W35-0400                                 | 40,0                          | 187                           | 1,5                           |
| links | links                                                                          | Drac                                                                           | Drac                                                                           | Drac                                                                           | in Grenoble                                             | W2--0200                                 | 130,20                        | 3.626.0                       | 990,0                         |
| links | links                                                                          | rechts                                                                         | Romanche                                                                       | Romanche                                                                       | bei Vizille                                             | W27-0400                                 | 78,3                          | 1.222.0                       | 38,40                         |
| links | links                                                                          | Arc                                                                            | Arc                                                                            | Arc                                                                            | 10 km südl. Grésy-sur-Isère                             | W10-0400                                 | 127,50                        | 1.985.0                       | 310,0                         |
| links | rechts                                                                         | Arly                                                                           | Arly                                                                           | Arly                                                                           | Albertville                                             | W04-0400                                 | 34,5                          | 648                           | 250,0                         |
| rechts | Doux                                                                           | Doux                                                                           | Doux                                                                           | Doux                                                                           | Tournon-sur-Rhône                                       | V37-0400                                 | 70,1                          | 631                           | 7,5                           |
| links | Galaure                                                                        | Galaure                                                                        | Galaure                                                                        | Galaure                                                                        | Saint-Vallier                                           | V36-0400                                 | 56,2                          | 232                           | 2,2                           |
| rechts | Cance                                                                          | Cance                                                                          | Cance                                                                          | Cance                                                                          | 10 km ob. ggü. Saint-Vallier                            | V35-0400                                 | 41,3                          | 380                           | 4,2                           |
| links | Claires ← Collières mit längerem Zufluss:                                      | Claires ← Collières mit längerem Zufluss:                                      | Claires ← Collières mit längerem Zufluss:                                      | Claires ← Collières mit längerem Zufluss:                                      | Saint-Rambert-d’Albon                                   | V3430560                                 | 21,7                          | 631                           | gering                        |
| links | links                                                                          | Rival → Raille → L’Oron                                                        | Rival → Raille → L’Oron                                                        | Rival → Raille → L’Oron                                                        | 10 km vor deren Mündung                                 | V34-0430 V34-0400                        | > 60,000                      |                               |                               |
| links | Varèze                                                                         | Varèze                                                                         | Varèze                                                                         | Varèze                                                                         | gegenüber Chavanay                                      | V3300500                                 | 39,2                          |                               |                               |
| rechts | Gier                                                                           | Gier                                                                           | Gier                                                                           | Gier                                                                           | Givors                                                  | V31-0400                                 | 40,3                          | 417                           | 320,0                         |
| rechts | Saône                                                                          | Saône                                                                          | Saône                                                                          | Saône                                                                          | Lyon (165 m ü. M.)                                      | U---0000                                 | 480,00                        | 29.950.00                     | 47300,0                       |
| rechts | rechts                                                                         | Azergues                                                                       | Azergues                                                                       | Azergues                                                                       | Anse                                                    | U46-0400                                 | 61,9                          | 886                           | 7,5                           |
| rechts | rechts                                                                         | rechts                                                                         | Brévenne                                                                       | Brévenne                                                                       | Chazay-d’Azergues                                       | U4635010                                 | 39,0                          | 437                           | 3,1                           |
| rechts | rechts                                                                         | rechts                                                                         | rechts                                                                         | Turdine                                                                        | Lozanne                                                 | U4630660                                 | 28,7                          | 161                           | 1,5                           |
| rechts | links                                                                          | Chalaronne                                                                     | Chalaronne                                                                     | Chalaronne                                                                     | Thoissey                                                | U4400500                                 | 52,0                          | 175                           | 1,0                           |
| rechts | links                                                                          | Veyle                                                                          | Veyle                                                                          | Veyle                                                                          | Mâcon                                                   | U42-0400                                 | 66,9                          | 672                           | 6,8                           |
| rechts | links                                                                          | links                                                                          | Renon                                                                          | Renon                                                                          | Vonnas                                                  | U4230500                                 | 40,8                          | 131                           | 0,8                           |
| rechts | links                                                                          | Reyssouze                                                                      | Reyssouze                                                                      | Reyssouze                                                                      | Pont-de-Vaux (Reyssouze)                                | U40-0400                                 | 75,1                          | 495                           | 1,4                           |
| rechts | links                                                                          | Seille                                                                         | Seille                                                                         | Seille                                                                         | 10 km unt. Tournus                                      | U34-0400                                 | 100,00                        | 2.620.0                       | 30,80                         |
| rechts | links                                                                          | links                                                                          | Sane-Vive oder Sane                                                            | Sane-Vive oder Sane                                                            | 10 km unt. Cuisery                                      | U3470500                                 | 46,8                          | 295                           |                               |
| rechts | links                                                                          | links                                                                          | links                                                                          | Sane-Morte                                                                     | 10 km unt. Cuisery                                      | U3470580                                 | 54,6                          | 127                           |                               |
| rechts | links                                                                          | links                                                                          | Solnan                                                                         | Solnan                                                                         | Louhans                                                 | U34-0430                                 | 61,6                          | 680                           | 130,0                         |
| rechts | links                                                                          | links                                                                          | rechts                                                                         | Vallière                                                                       | Louhans                                                 | U3450500                                 | 50,8                          | 250                           | 5,0                           |
| rechts | links                                                                          | links                                                                          | links                                                                          | Sevron                                                                         | 10 km südwestl. Frontenaud                              | U34-0430                                 | 54,6                          | 195                           | 3,0                           |
| rechts | links                                                                          | rechts                                                                         | Brenne                                                                         | Brenne                                                                         | 10 km östlich Saint-Germain-du-Bois                     | U3410500                                 | 53,8                          | 445                           | 5,1                           |
| rechts | rechts                                                                         | Grosne                                                                         | Grosne                                                                         | Grosne                                                                         | 12 km unt. Chalon-sur-Saône                             | U32-0400                                 | 95,6                          | 1.000.0                       | 100,0                         |
| rechts | rechts                                                                         | links                                                                          | Guye                                                                           | Guye                                                                           | 10 km westl. Malay                                      | U3220500                                 | 46,6                          | 430                           | 2,1                           |
| rechts | rechts                                                                         | Dheune                                                                         | Dheune                                                                         | Dheune                                                                         | 10 km unterh. ggü. Verdun-sur-le-Doubs                  | U30-0400                                 | 76,5                          | 1.059.0                       | 06,79                         |
| rechts | rechts                                                                         | links                                                                          | Meuzin                                                                         | Meuzin                                                                         | 10 km ob. Palleau                                       | U3030500                                 | 38,1                          |                               |                               |
| rechts | links                                                                          | Doubs                                                                          | Doubs                                                                          | Doubs                                                                          | Verdun-sur-le-Doubs                                     | U2--0200, CH: 135                        | 453,00                        | 7.760.0                       | 17600,0                       |
| rechts | links                                                                          | links                                                                          | Guyotte                                                                        | Guyotte                                                                        | Navilly                                                 | U2740500                                 | 41,1                          | 160                           | 6,5                           |
| rechts | links                                                                          | links                                                                          | Orain                                                                          | Orain                                                                          | bei Chaussin                                            | U2710500                                 | 39,0                          | 200                           | 2,9                           |
| rechts | links                                                                          | links                                                                          | Loue                                                                           | Loue                                                                           | 12 km ob. Dole                                          | U26-0400                                 | 127,20                        | 1.733.0                       | 59,20                         |
| rechts | links                                                                          | rechts                                                                         | Allan ← Allaine                                                                | Allan ← Allaine                                                                | bei Montbéliard (165 m ü. M.)                           | U23-0400, CH: 93                         | 65,0                          | 1.120.0                       | 22,80                         |
| rechts | links                                                                          | rechts                                                                         | rechts                                                                         | Bourbeuse ↑ Saint-Nicolas                                                      | 10 km unt. Morvillars                                   | U23-0420                                 | 39,8                          | 708                           |                               |
| rechts | links                                                                          | links                                                                          | Drugeon                                                                        | Drugeon                                                                        | 5 km nördlich von Pontarlier                            | U2030500                                 | 39,1                          | 220                           | 3,17                          |
| rechts | links                                                                          | links                                                                          | Cébriot                                                                        | Cébriot                                                                        | 1,8–1,9 km nach Quelle des Doubs                        | U2000500                                 | 08,5                          |                               |                               |
| rechts | rechts                                                                         | Ouche                                                                          | Ouche                                                                          | Ouche                                                                          | Saint-Jean-de-Losne                                     | U13-0400                                 | 95,4                          | 973                           | 8,5                           |
| rechts | rechts                                                                         | Tille                                                                          | Tille                                                                          | Tille                                                                          | 10 km ob. Saint-Jean-de-Losne                           | U12-0400                                 | 82,7                          | 1.100.0                       | 11,10                         |
| rechts | rechts                                                                         | rechts                                                                         | Ignon                                                                          | Ignon                                                                          | Is-sur-Tille                                            | U1210500                                 | 44,2                          | 378                           | 3,3                           |
| rechts | links                                                                          | Ognon                                                                          | Ognon                                                                          | Ognon                                                                          | 10 km ob. Pontailler-sur-Saône                          | U10-0400                                 | 213,60                        | 3.208.0                       | 340,0                         |
| rechts | links                                                                          | links                                                                          | Rahin                                                                          | Rahin                                                                          | ca. 10 km nach Lure                                     | U1020500                                 | 50,5                          | 170                           | 2,3                           |
| rechts | rechts                                                                         | Vingeanne                                                                      | Vingeanne                                                                      | Vingeanne                                                                      | zw. Gray u. Pontailler-sur-Saône                        | U09-0400                                 | 93,3                          | 650                           | 6,0                           |
| rechts | rechts                                                                         | Salon                                                                          | Salon                                                                          | Salon                                                                          | bei Dampierre-sur-Salon                                 | U07-0400                                 | 71,6                          | 410                           | 4,6                           |
| rechts | links                                                                          | Durgeon                                                                        | Durgeon                                                                        | Durgeon                                                                        | 10 km westlich Vesoul                                   | U05-0400                                 | 42,4                          | 410                           | 6,7                           |
| rechts | links                                                                          | Lanterne                                                                       | Lanterne                                                                       | Lanterne                                                                       | 10 km ob. Port-sur-Saône                                | U04-0400                                 | 64,3                          | 1.044.0                       | 21,80                         |
| rechts | links                                                                          | links                                                                          | Semouse                                                                        | Semouse                                                                        | Conflans-sur-Lanterne                                   | U04-0430                                 | 41,0                          | 275                           | 7,0                           |
| rechts | links                                                                          | links                                                                          | links                                                                          | La Combeauté                                                                   | Saint-Loup-sur-Semouse                                  | U0450500                                 | 37,0                          | 129                           | 2,1                           |
| rechts | links                                                                          | rechts                                                                         | Breuchin                                                                       | Breuchin                                                                       | 10 km westl. Luxeuil-les-Bains                          | U0410500                                 | 44,2                          | 220                           | 4,4                           |
| rechts | rechts                                                                         | Amance oder Mance                                                              | Amance oder Mance                                                              | Amance oder Mance                                                              | Jussey                                                  | U02-0400                                 | 46,3                          | 461                           | 4,6                           |
| rechts | links                                                                          | Côney                                                                          | Côney                                                                          | Côney                                                                          | neben dem Canal de l’Est                                | U01-0400                                 | 55,0                          | 495                           | 5,3                           |
| rechts | Ain                                                                            | Ain                                                                            | Ain                                                                            | Ain                                                                            | bei Saint-Maurice-de-Gourdans                           | V2--0200                                 | 1900,0                        | 3.765.0                       | 12300,0                       |
| rechts | links                                                                          | Albarine                                                                       | Albarine                                                                       | Albarine                                                                       | 10 km westl. Ambérieu-en-Bugey                          | V29-0400                                 | 59,4                          | 313                           | 6,9                           |
| rechts | rechts                                                                         | Suran                                                                          | Suran                                                                          | Suran                                                                          | Pont-d’Ain                                              | V28-0400                                 | 74,0                          | 357                           | 6,7                           |
| rechts | rechts                                                                         | Valouze                                                                        | Valouze                                                                        | Valouze                                                                        | 10 km unt. Thoirette                                    | V26-0400                                 | 41,8                          | 312                           | 8,0                           |
| rechts | links                                                                          | Oignin                                                                         | Oignin                                                                         | Oignin                                                                         | 10 km ob. Thoirette                                     | V25-0400                                 | 43,6                          |                               | 6,0                           |
| rechts | links                                                                          | Bienne                                                                         | Bienne                                                                         | Bienne                                                                         | Dortan                                                  | V24-0400                                 | 68,8                          | 791                           | 300,0                         |
| links | Bourbre                                                                        | Bourbre                                                                        | Bourbre                                                                        | Bourbre                                                                        | bei Pont-de-Chéruy                                      | V17-0400                                 | 72,2                          | 728 od. 750                   | 7,6                           |
| links | Guiers ← Guiers Mort                                                           | Guiers ← Guiers Mort                                                           | Guiers ← Guiers Mort                                                           | Guiers ← Guiers Mort                                                           | bei Saint-Genix-sur-Guiers                              | V15-0400                                 | 50,0                          | 609                           | 160,0                         |
| links | Canal de Savières                                                              | Canal de Savières                                                              | Canal de Savières                                                              | Canal de Savières                                                              | bei Chanaz in den linken Rhonearm                       | V1335002                                 | 04,7                          |                               |                               |
| links | ↑ Lac du Bourget (231 m ü. M.)                                                 | ↑ Lac du Bourget (231 m ü. M.)                                                 | ↑ Lac du Bourget (231 m ü. M.)                                                 | ↑ Lac du Bourget (231 m ü. M.)                                                 | Chindrieux                                              |                                          | 17,3                          | 00691,65                      |                               |
| links | ↑ Leysse                                                                       | ↑ Leysse                                                                       | ↑ Leysse                                                                       | ↑ Leysse                                                                       | Le Bourget-du-Lac                                       | V1310500                                 | 28,5                          | 560                           |                               |
| links | Fier                                                                           | Fier                                                                           | Fier                                                                           | Fier                                                                           | 10 km unt. Seyssel                                      | V12-0400                                 | 71,9                          | 1.380.0                       | 41,20                         |
| links | links                                                                          | Chéran                                                                         | Chéran                                                                         | Chéran                                                                         | bei Rumilly                                             | V1250500                                 | 53,7                          | 350                           | 7,8                           |
| links | links                                                                          | Thiou                                                                          | Thiou                                                                          | Thiou                                                                          | Grenze Meythet/ Annecy                                  | V1230500                                 | 00/3,9/ 45,4                  | 299                           | 8,0                           |
| links | links                                                                          | ↑ Lac d’Annecy (447 m ü. M.)                                                   | ↑ Lac d’Annecy (447 m ü. M.)                                                   | ↑ Lac d’Annecy (447 m ü. M.)                                                   | Annecy                                                  |                                          | 14,6                          | 299                           |                               |
| links | links                                                                          | ↑ Eau Morte ← Nant Debout ← Ruisseau des Combes                                | ↑ Eau Morte ← Nant Debout ← Ruisseau des Combes                                | ↑ Eau Morte ← Nant Debout ← Ruisseau des Combes                                | bei Doussard                                            | V1230560                                 | 17,6                          | 299                           |                               |
| links | links                                                                          | links                                                                          | Ruisseau du Bard                                                               | Ruisseau du Bard                                                               | 13,3 km vor dessen Mündung                              | V1230580                                 | 09,3                          | 299                           |                               |
| links | Usses                                                                          | Usses                                                                          | Usses                                                                          | Usses                                                                          | Seyssel                                                 | V11-0400                                 | 46,1                          | 220                           | 3,3                           |
| rechts | Valserine                                                                      | Valserine                                                                      | Valserine                                                                      | Valserine                                                                      | Bellegarde-sur-Valserine                                | V1010500                                 | 47,6                          | 395 od. 361                   | 17,30                         |
| rechts | Arve                                                                           | Arve                                                                           | Arve                                                                           | Arve                                                                           | 2,24 km nach dem GenferseeGenf                          | V0--0200, CH: 92                         | 107,80                        | 2.083.0                       | 78,20                         |
| rechts | rechts                                                                         | Giffre                                                                         | Giffre                                                                         | Giffre                                                                         | 10 km unt. Cluses                                       | V01-0400                                 | 46,5                          | 440                           | 18,70                         |
| ↑ Genfersee (372,1 m ü. M.) | ↑ Genfersee (372,1 m ü. M.)                                                    | ↑ Genfersee (372,1 m ü. M.)                                                    | ↑ Genfersee (372,1 m ü. M.)                                                    | ↑ Genfersee (372,1 m ü. M.)                                                    | Genf                                                    | CH: 95                                   | 71,8                          |                               |                               |
| rechts | Venoge                                                                         | Venoge                                                                         | Venoge                                                                         | Venoge                                                                         | Morges                                                  | CH: 127                                  | 38,4                          | 0236                          | 4,2                           |
| rechts | rechts                                                                         | Veyron                                                                         | Veyron                                                                         | Veyron                                                                         | 11 km nach deren Quelle                                 | CH: 158                                  | 22,0                          |                               |                               |
| links | Dranse ← Dranse d’Abondance                                                    | Dranse ← Dranse d’Abondance                                                    | Dranse ← Dranse d’Abondance                                                    | Dranse ← Dranse d’Abondance                                                    | Thonon-les-Bains                                        | V03-0400                                 | 49,1                          | 495                           | 20,10                         |
| ↑ Rhône = Rotten | ↑ Rhône = Rotten                                                               | ↑ Rhône = Rotten                                                               | ↑ Rhône = Rotten                                                               | ↑ Rhône = Rotten                                                               | Le Bouveret                                             | CH: 95                                   | 1950,0                        |                               |                               |
| links | Dranse oder Drance aus:                                                        | Dranse oder Drance aus:                                                        | Dranse oder Drance aus:                                                        | Dranse oder Drance aus:                                                        | Martigny, 455,5 m ü. M.                                 | V03-0400 CH: 136                         | 15,0                          | 680                           | 8,9                           |
| links | ↑ re.                                                                          | Dranse de Bagnes                                                               | Dranse de Bagnes                                                               | Dranse de Bagnes                                                               | Sembrancher 714,6, m ü. M                               | CH: 137                                  | 30,4                          |                               |                               |
| links | ↑ li.                                                                          | Dranse d'Entremont                                                             | Dranse d'Entremont                                                             | Dranse d'Entremont                                                             | Sembrancher 714,6, m ü. M                               | CH: 138                                  | 25,0                          |                               |                               |
| links | Vispa ← Matter Vispa aus :                                                     | Vispa ← Matter Vispa aus :                                                     | Vispa ← Matter Vispa aus :                                                     | Vispa ← Matter Vispa aus :                                                     | Visp                                                    | CH: 182                                  | 37,0                          | ,0787,6                       | 17,80                         |
| links | ↑ li.                                                                          | Zmuttbach                                                                      | Zmuttbach                                                                      | Zmuttbach                                                                      | Zermatt                                                 | CH: 4199                                 | 06,3                          |                               |                               |
| links | ↑ li.                                                                          | ↑ Zmuttgletscher (bis 3362 m ü. M.)                                            | ↑ Zmuttgletscher (bis 3362 m ü. M.)                                            | ↑ Zmuttgletscher (bis 3362 m ü. M.)                                            | 2235 m ü. M.                                            | CH: 662472                               | 07,2                          |                               |                               |
| links | ↑ re.                                                                          | Gornerbach                                                                     | Gornerbach                                                                     | Gornerbach                                                                     | Zermatt                                                 | CH: 3649                                 | 04,4                          |                               |                               |
| links | ↑ re.                                                                          | ↑ Gornergletscher (bis 3562 m ü. M.)                                           | ↑ Gornergletscher (bis 3562 m ü. M.)                                           | ↑ Gornergletscher (bis 3562 m ü. M.)                                           | 2163 m ü. M.                                            | CH: 3720                                 | 11,4                          |                               |                               |
| links | ↑ re.                                                                          | links                                                                          | Grenzgletscher (bis 4465 m ü. M.)                                              | Grenzgletscher (bis 4465 m ü. M.)                                              |                                                         | CH: 662416                               | 13,34 (ab Abbruch auf 2163 m) | 13,34 (ab Abbruch auf 2163 m) | 13,34 (ab Abbruch auf 2163 m) |
| ↑ Rhonegletscher (bis ca. 3600 m ü. M.) | ↑ Rhonegletscher (bis ca. 3600 m ü. M.)                                        | ↑ Rhonegletscher (bis ca. 3600 m ü. M.)                                        | ↑ Rhonegletscher (bis ca. 3600 m ü. M.)                                        | ↑ Rhonegletscher (bis ca. 3600 m ü. M.)                                        | Gletschersee 2208 m ü. M.                               | CH: 660238                               | 09,3                          |                               |                               |
| Zuflüsse > 100 km (direkt/indirekt) in der Tafel: Ain • Arc • Ardèche • Arve • Cèze • Doubs • Drac • Drôme • Durance • Eygues • Gardon • Isère • Loue • Ognon • Saône • Seille • Verdon |                                                                                |                                                                                |                                                                                |                                                                                |                                                         |                                          |                               |                               |                               |

Eine umfassende Auflistung aller Nebenflüsse findet sich in der Liste von Zuflüssen der Rhone.

## Wasserbau

### Rhonekorrektionen in den Kantonen Wallis und Waadt

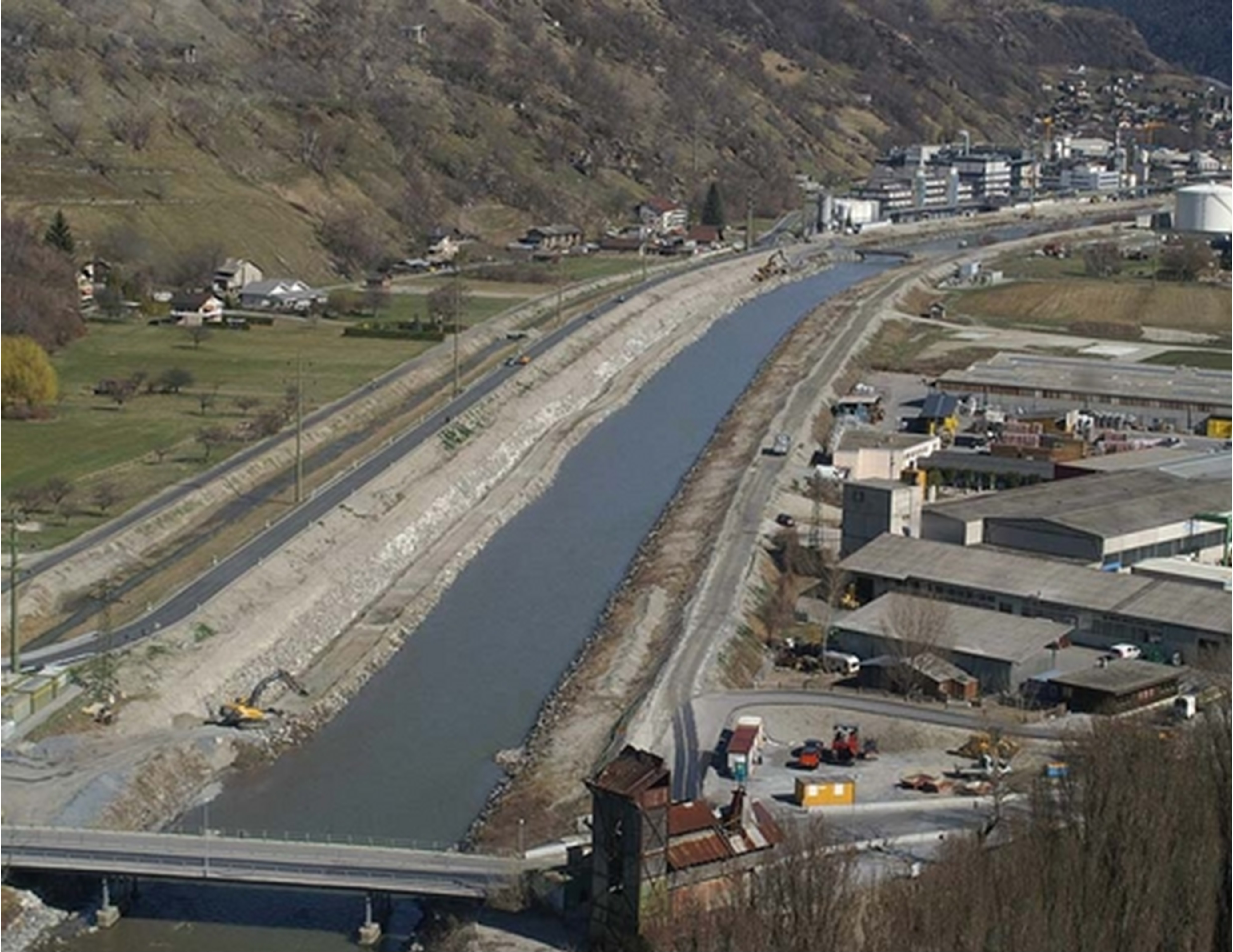
Visp: Rhonedämme in Arbeit

In den Jahren 1863 bis 1893 wurde die erste Rhonekorrektion durchgeführt. Die Rhone wurde in ein begradigtes Flussbett gelegt, um die Ebene zu entsumpfen und sie bewirtschaftbar zu machen. Die Länge des Flusslaufes auf Schweizer Gebiet verringerte sich dadurch von 230 km auf 119 km. 1930 bis 1960 wurden die Deiche erhöht und ein Doppelprofil mit Hauptgerinne und Vorland angelegt.
Nach den Überschwemmungen von 2000 wurde im Jahre 2001 mit der Planung der Dritten Rhonekorrektion begonnen. Das Ziel ist, im ganzen Walliser Rhonetal die Sicherheit für Ortschaften und Gewerbegebiete zu erhöhen und zugleich den Flusslauf wieder natürlicher zu gestalten. Am 31. März 2016 hat der Staatsrat des Kantons Wallis den Gestaltungsplan der dritten Rhonekorrektion mit den Ausgleichsmassnahmen für die Landwirtschaft in der Rhoneebene angenommen. Abschnittweise wird das Flussbett erweitert und vertieft. Nachdem der Projektkredit in der Volksabstimmung bewilligt worden war, begannen im Frühjahr 2017 Bauarbeiten bei Visp und Aproz.
Am 9. September 2019 bewilligte der Nationalrat den Kredit von über einer Milliarde Franken für die zweite Etappe der dritten Rhonekorrektion.
Staatsrat Franz Ruppen gab 2022 eine Studie in Auftrag. Diese taxierte das Projekt als «zu überdimensioniert». Man sei bei der Planung von viel zu drastischen Annahmen ausgegangen, wie stark das Hochwasser sein könnte. Sie empfahl, die restlichen Korrektionsmassnahmen zu überarbeiten.
Am 1. Juni 2024 begannen Unwetter in der Schweiz im Sommer 2024. Starke Regenfälle verursachten Hochwasser, Erdrutsche und Murgänge. 
Ende Juni 2024 wurden zwischen Brig und Sitten hunderte Menschen evakuiert.
Mitte Juli 2024 überflutete die Rhone unter anderem zwei Aluminiumwerke in Siders und Chippis.
Am 16. Oktober 2024 setzte das Kantonsparlament eine Parlamentarische Untersuchungskommission ein, die klären soll, wer die Unwetterschäden in Siders/Chippis zu verantworten hat.

## Verkehrswege

### Schifffahrt
Die Rhone ist seit Jahrhunderten eine wichtige Wasserstraße von Städten wie Arles, Avignon, Valence, Vienne und Lyon zu den Mittelmeerhäfen von Fos, Marseille und Sète. Ehemals kannte man auch die Flussschifffahrt auf dem Oberlauf bis in den Genfersee.
Heutzutage ist die Rhone weitgehend kanalartig ausgebaut. Von Lyon bis zur Mündung besteht Schiffbarkeit für große Binnenschiffe (Grand Gabarit), zum Teil jedoch nur über Seitenkanäle. Wie ein Großteil der schiffbaren Wasserwege wird auch die Rhone von der Voies navigables de France (VNF) betrieben. Eine Schiffbarkeit für kleinere Binnenschiffe bestand früher auch von Lyon bis zum Genfer See, jedoch wurden die Schleusen auf diesem Flussabschnitt stillgelegt.
Schon vor dem Bau von Staustufen wurde die Rhone zwischen der Mündung und Lyon von Schiffen befahren. Im Rhonedelta wurden die Kanäle vor allem wegen des zu geringen Gefälles gebaut, weil durch das Verschlammen keine dauerhafte natürliche Fahrrinne bestehen bliebe. Im mittleren Abschnitt war es das Sturzgefälle, dessen Fließgeschwindigkeit bis zu 4 m/s die Probleme bereitete, welche heute dank vielen Flusskraftwerken meist nicht mehr vorhanden sind. Von Arles bis Pont St. Esprit war nur die Brücke St Bénéze von Avignon problematisch. Auch von Tournon bis Lyon war der Fluss wieder gut für die Schifffahrt geeignet. Vor dem Bau der Eisenbahn und dem Bau von Dampfschiffen war flussaufwärts die Schifffahrt per Pferdezug üblich. Dieser verschwand mit dem Bau der Eisenbahn, dafür begann man mit der Dampfschifffahrt. Nach einigen Fehlschlägen gelang es mit einer speziellen Bauform eines Flussschiffes, den sogenannten „Grappins“, die Schifffahrt gewinnbringend zu betreiben. Die Schleppschiffe besaßen neben den normalen Schaufelrädern auch noch ein sehr großes Zahnrad. Dieses Zahnrad wurde in den schnell fließenden Anschnitten bei Fahrt flussaufwärts auf den Flussgrund abgesenkt und diente dann als Antriebsrad. Die fortschreitende Regulierung der Rhone und Vertiefung der Fahrrinne machten den Einsatz der Grappins immer schwieriger. So begann man um 1895–1900 zwischen St. Esprit und Tournon mit der Tauereischifffahrt. Im Jahr 1913 gab es in dem Abschnitt zehn Schiffe, die jeweils ein rund zehn Kilometer langes Stahlseil auf einer Rolle an Bord hatten, mit dem es am Ufer verankert wurde und sich durch das Auf- oder Abrollen des Seils auf dem Fluss bewegte. Dabei musste der Schleppkahn jeweils von einem zum anderen Tauerschiff weitergegeben werden. Auf der Reststrecke wurden als Schleppkähne normale Seitenraddampfer eingesetzt, sogenannte „Remorqueure“. Zwischen Marseille und Arles kamen seetüchtige Schraubenschleppschiffe zum Einsatz. Im Jahr 1913 lieferte Escher & Wyss der „Compagnie Lyonnaise de Navigation et Remorquage à Lyon“ drei neue Seitenradschleppdampfer, welche im Stande waren, auch den bisher mit Tauerschiffen betriebenen Abschnitt mit drei der insgesamt 36 neu angeschafften Schleppkähnen zu durchfahren. Die erste Fahrt mit der „France“ fand unter Hochwasserverhältnissen ab dem 3. April 1913 ab Tarascon–Beaucaire nach Lyon statt. Die effektive Fahrzeit betrug dabei 48 Stunden.

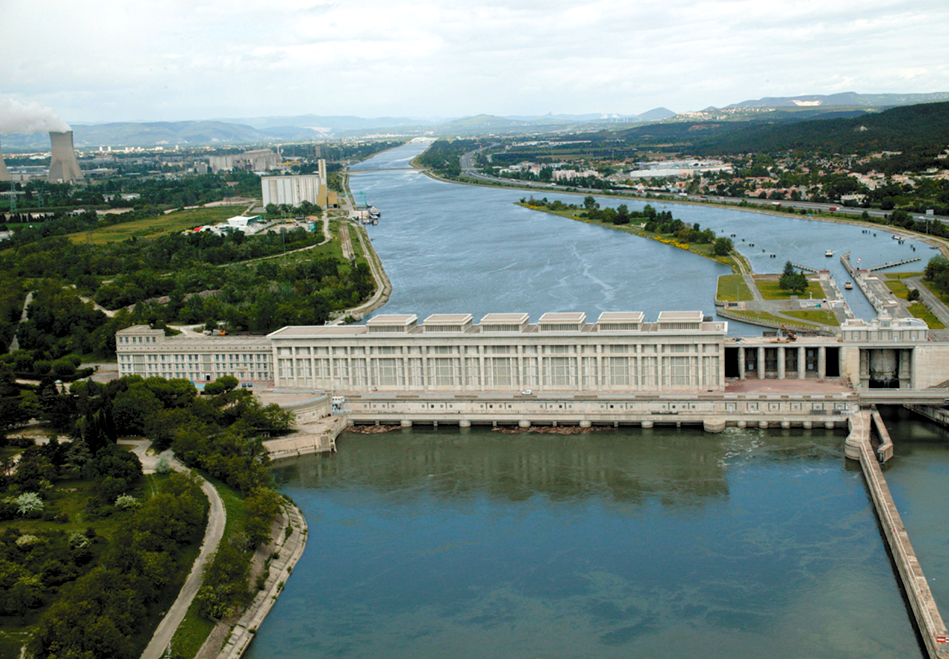
Wasserkraftwerk Donzère-Mondragon, rechts Canal de Donzère-Mondragon, hinten links Kernkraftwerk Tricastin
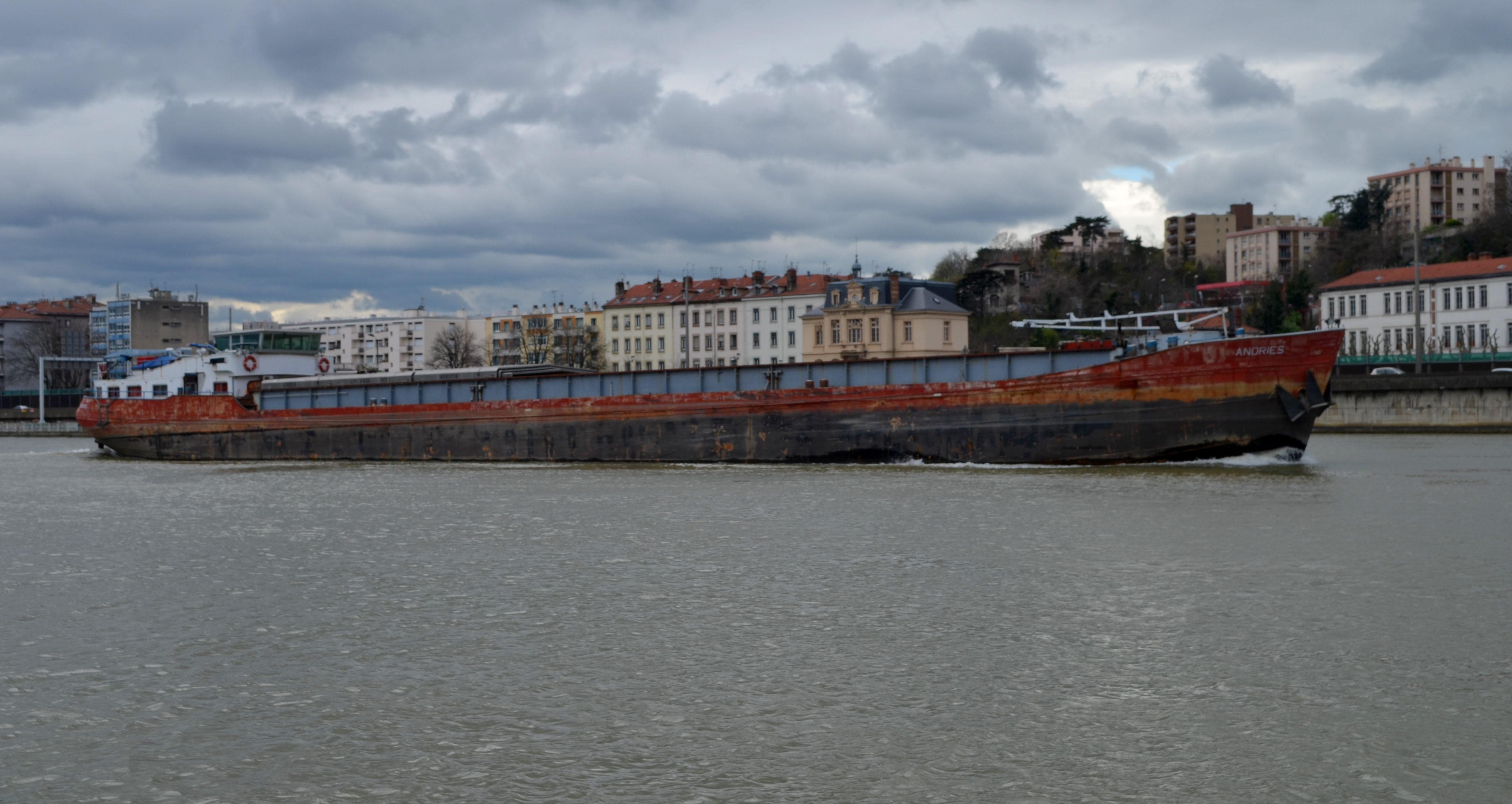
Frachtschiff in Lyon
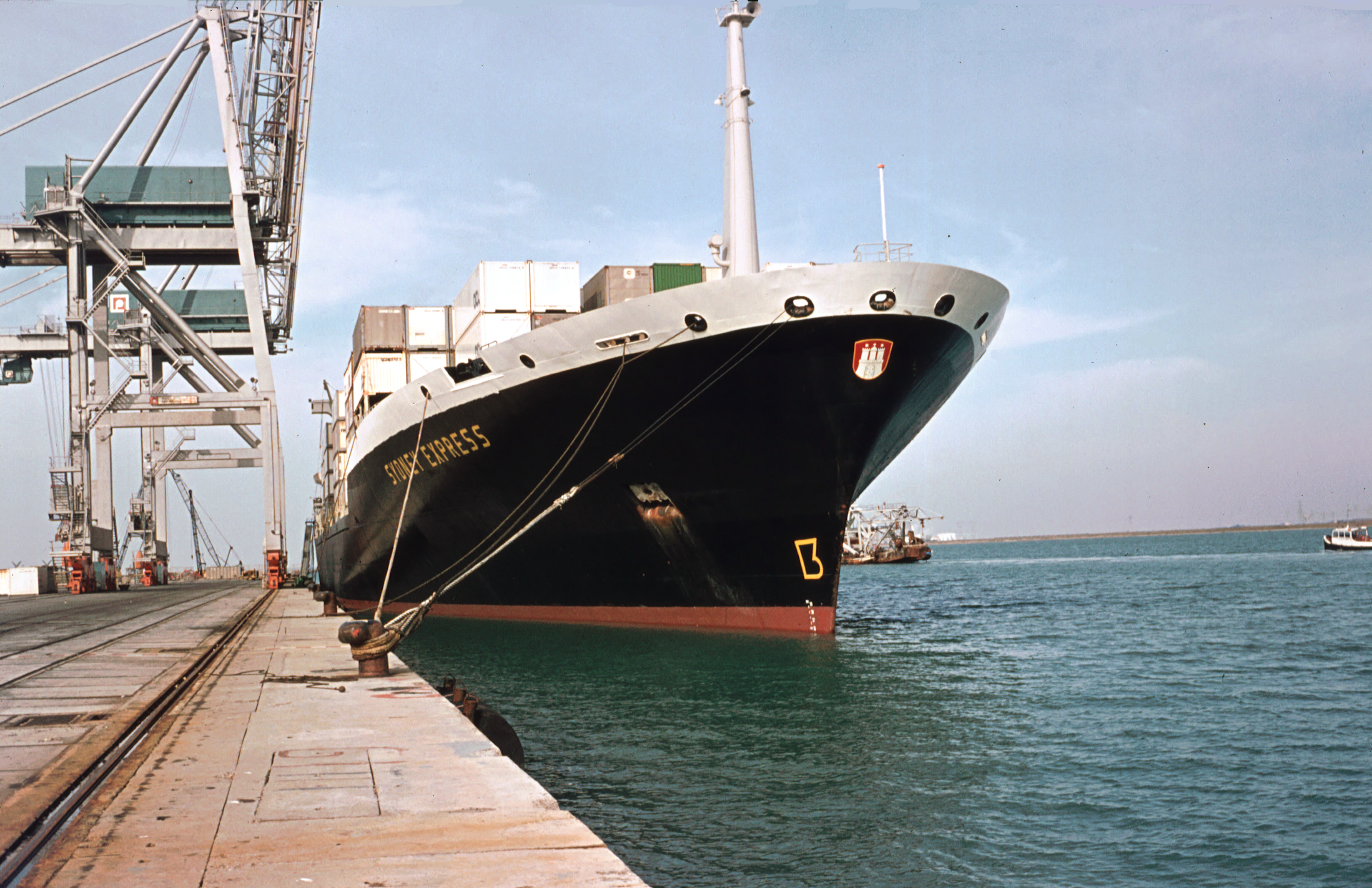
Hapag-Lloyd-Schiff im Hafen von Fos-sur-Mer

Der Canal de Donzère-Mondragon ist auf einem Abschnitt südlich von Montélimar und nördlich von Avignon ein Seitenkanal der Rhone. Seitenkanäle der Großen Rhone in der Camargue sind der Canal d’Arles à Fos, der Canal du Rhône à Fos und der Canal Saint-Louis, welche Arles mit Fos-sur-Mer und dem Mittelmeer verbinden.
Die Rhone ist an andere Wasserwege wie Flüsse und Kanäle angebunden: Im Norden besteht von Lyon über die Saône sowie den Rhein-Rhône-Kanal (Fluss Doubs) eine Verbindung nach Ost-Frankreich sowie zum Rhein. Im Süden besteht Anschluss an den Canal du Rhône à Sète. Eine für den Güterverkehr wichtige Verbindung vom Golfe de Fos (Canal du Rhône à Fos) zum Étang de Berre besteht über den Canal de Caronte. Der Canal de Marseille au Rhône verband bis zum Einsturz des Tunnel du Rove den Étang de Berre mit Marseille.
Unverwirklicht blieben verschiedene Schifffahrtskanalprojekte in den Alpen, die Rhone und Genfer See mit dem Hochrhein verbunden hätten, wie zum Beispiel der Transhelvetische Kanal.

#### Geschichte
Im 19. Jahrhundert gab es Pläne, einen Seitenkanal von Lyon bis Arles mit einer Länge von 285 km und 70 Schleusen zu bauen. Die Kosten wurden auf 50 Millionen Francs geschätzt. Wegen der hohen Kosten entschloss man sich, die Rhone selbst auszubauen. Insbesondere sollten die gefährlichen Stellen entschärft werden. Es wurden Buhnen und Dämme gebaut und Seitenarme abgeschnitten, wodurch der Wasserstand erhöht wurde. Nach 1840 konnten ab Lyon Schiffe mit 120 t bis 250 t fahren. Die ersten Dampfschiffe hatten bis zu 700 t. Mit Pferden getreidelte Schiffe benötigten 7 Tage von Lyon nach Arles, 47 Tage flussaufwärts. Das Dampfschiff benötigte 5 bis 7 Tage für einen vollen Zyklus inklusive Be- und Entladen.

### Straßen
Wichtige Straßenverbindungen im Tal der Rhone waren und sind:
- die römische Via Agrippa, die links der Rhone flussaufwärts von Arelate (dem heutigen Arles) nach Lugdunum (dem heutigen Lyon) führte,
- die Route nationale 7 (N7), die teilweise der Via Agrippa folgt. In der Zeit nach dem Zweiten Weltkrieg bis zum Bau der A7 war die N7 Frankreichs Urlaubsroute aus dem Pariser Großraum ans Mittelmeer,[23]
- die rechts der Rhone gelegene Route nationale 86 (N86), die zur Entlastung der N7 diente,
- die Autoroute A7, die die Aufgabe der N7 übernommen hat.

Römerstraßen in Gallien, Via Agrippa im Tal der Rhone.
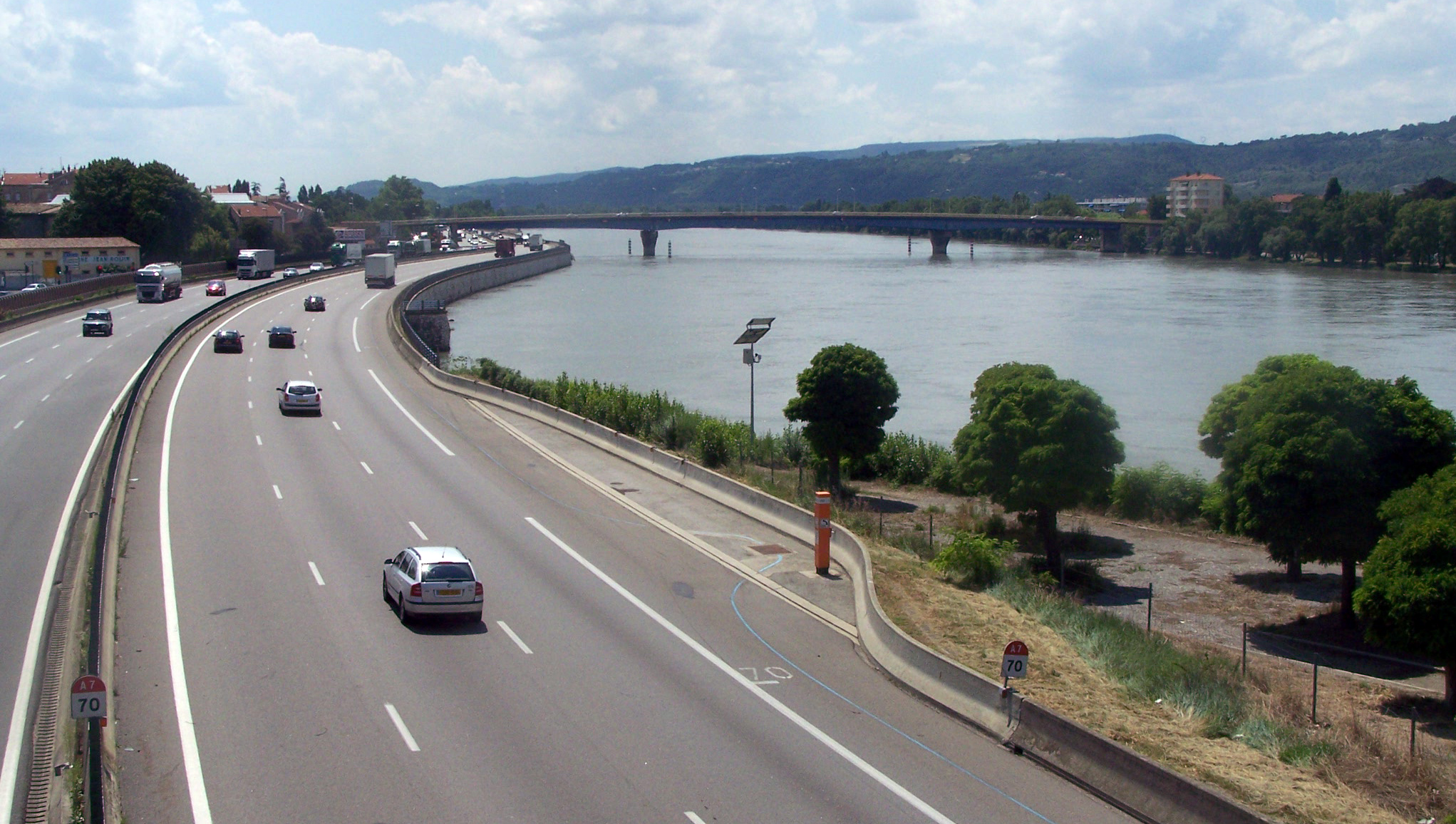
Autoroute A7 am linken Rhone-Ufer bei Valence, mit dem Pont Frédéric Mistral

### Eisenbahn
Die älteste Bahnstrecke an der Rhone ist die Bahnstrecke Saint-Étienne–Lyon, 20 km entlang des Flusses und dann 35 km von Givors zur Steinkohle-Stadt Saint-Étienne, mit der ersten Dampftraktion (ab 1831) auf dem europäischen Kontinent.
Entlang der Rhone verlaufen verschiedene Eisenbahnstrecken. Die Eisenbahn begleitet die Rhone faktisch auf der ganzen Länge. Dies beginnt schon in Gletsch, wo die meterspurige Furka-Oberalp-Bahn aus dem alten Furkatunnel tritt (der Furka-Basistunnel reicht bis Unterwassern), die Visp im Wallis mit der Rhätischen Bahn im Vorderrheintal verbindet und mit Göschenen an der Reuss. Sie wird heute zwischen Oberwald und Visp von der Matterhorn-Gotthard-Bahn betrieben. Simplonstrecke ist von Brig bis Lausanne entlang der Rhone und des Nordufers des Genfersees geführt. In St. Maurice zweigt von ihr die Bahnstrecke Saint-Gingolph–Saint-Maurice ab, angelegt 1859 als Teil der ersten Bahnstrecke im Wallis vom Genfersee nach Sitten. Die Strecke am Nordufer verläuft oft in einiger Höhe über dem Ufer am Hang. So befindet sich der Bahnhof Lausanne rund 75 Meter über dem Seeniveau. Ab Genf folgt die Bahnstrecke Lyon–Genève der Rhone. Ab Lyon bis auf die Höhe von Avignon befindet sich an beiden Ufern jeweils eine doppelspurige Bahnstrecke, die am westlichen Ufer wird heute praktisch nur noch für den Güterverkehr benutzt. Weiter führt sie unterhalb von Avignon, von der Rhone abgewandt, nach Nîmes, wo sie sich wieder mit der Strecke von Tarascon vereint. Die Strecke am östlichen Rhoneufer war bis zum Bau der TGV-Hochgeschwindigkeitsstrecken die Hauptverbindung zwischen Paris und Marseille. Diese führt ab Avignon über Tarascon bis nach Arles weiter entlang der Rhone. Ab Arles besitzt die Rhone heute keine sie begleitende Bahnstrecke mehr, da sowohl die Linie der Chemin de Fer de la Camargue, deren eine schmalspurige Strecke nach Salin-de-Giraud führte, sowie die Strecke nach Saint-Louis heute stillgelegt und abgebrochen sind.
Die Hochgeschwindigkeitsstrecke LGV Rhône-Alpes für TGV-Züge verbindet seit 1994 Lyon mit Valence. Im Jahre 2001 wurde die Strecke LGV Méditerranée eröffnet, die von Valence über Avignon weiter nach Marseille führt – seitdem beträgt in Verbindung mit der Strecke LGV Sud-Est die Fahrzeit zwischen Paris und Marseille nur noch drei Stunden.

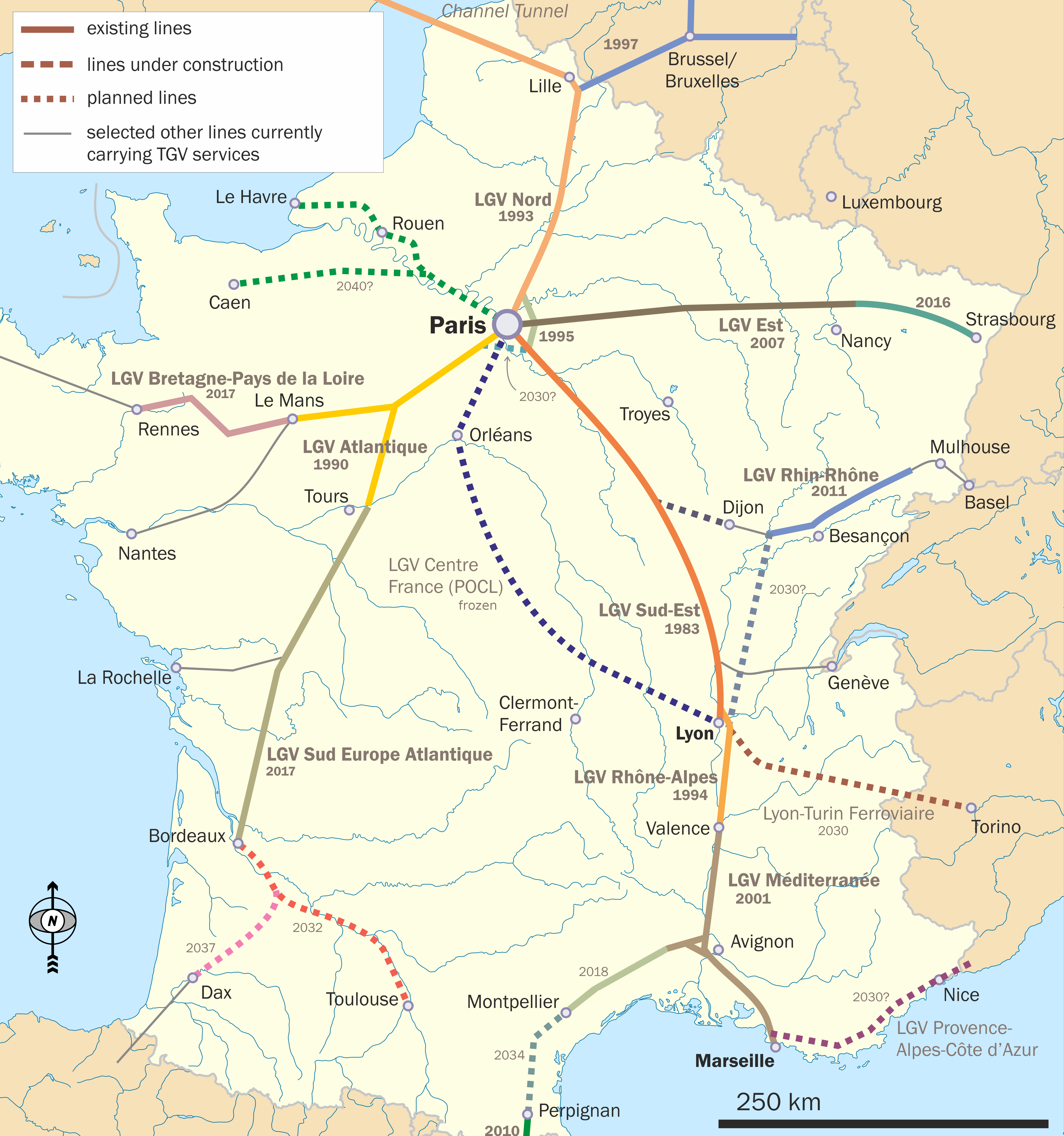
LGV/TGV Netz mit Strecke zwischen Lyon und Avignon entlang der Rhone.
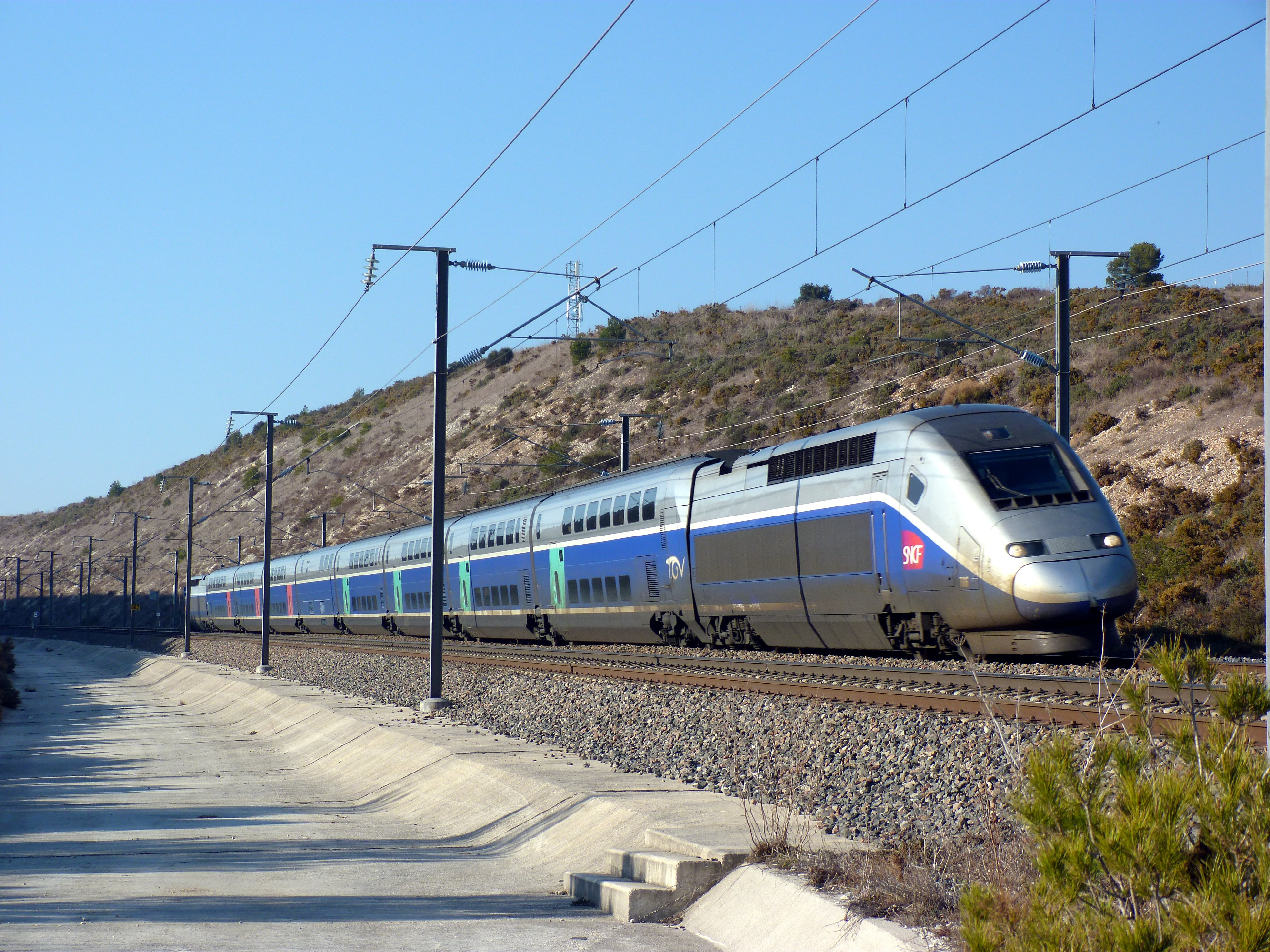
Ein TGV Duplex auf der LGV Méditerranée.

## Die Rhone in der Kunst
Vincent van Gogh verbrachte im neunzehnten Jahrhundert einen Teil seines Lebens in Arles und verewigte dabei u. a. die Rhone in Gemälden.

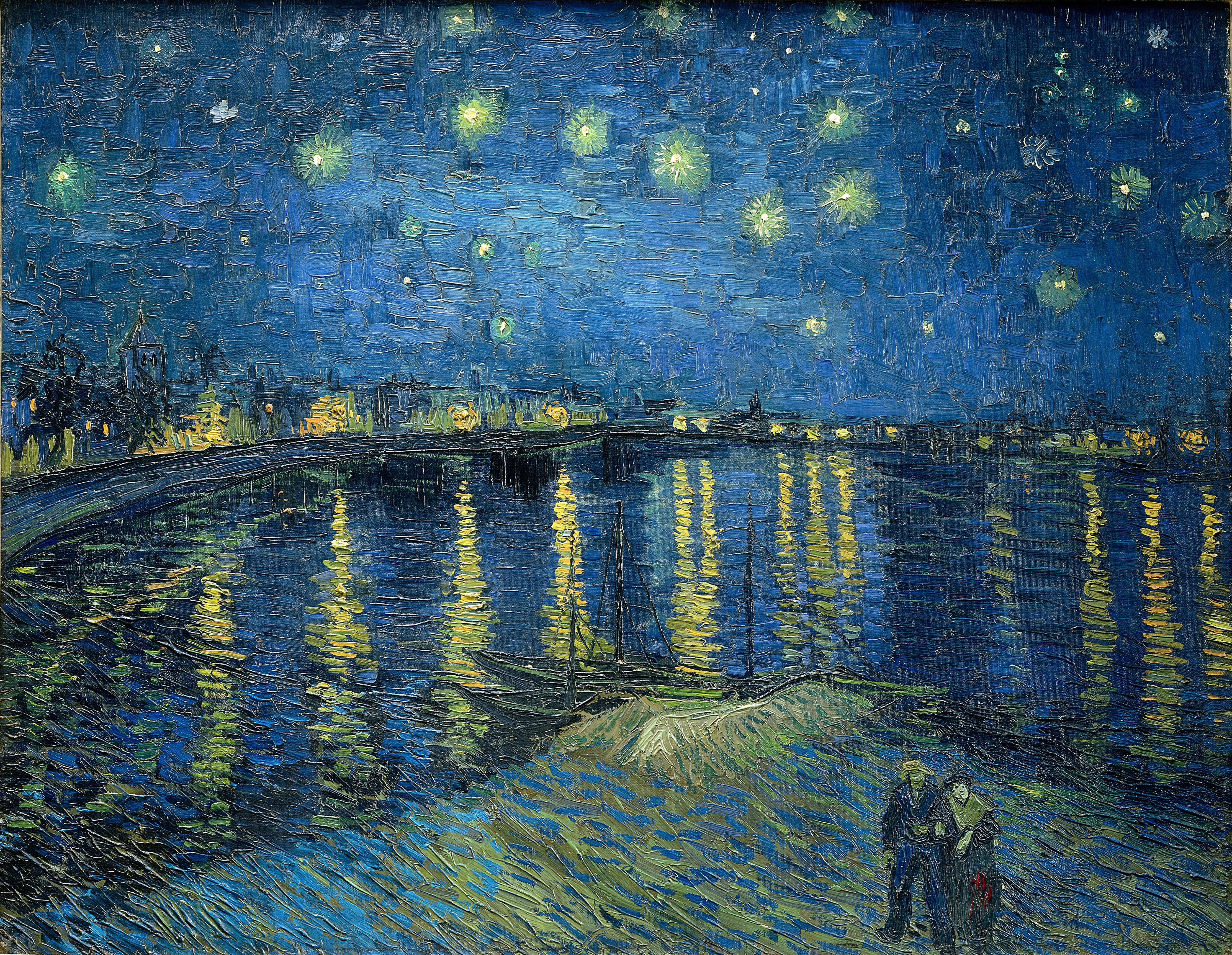
Sternennacht über der Rhone, Ölgemälde von Vincent van Gogh
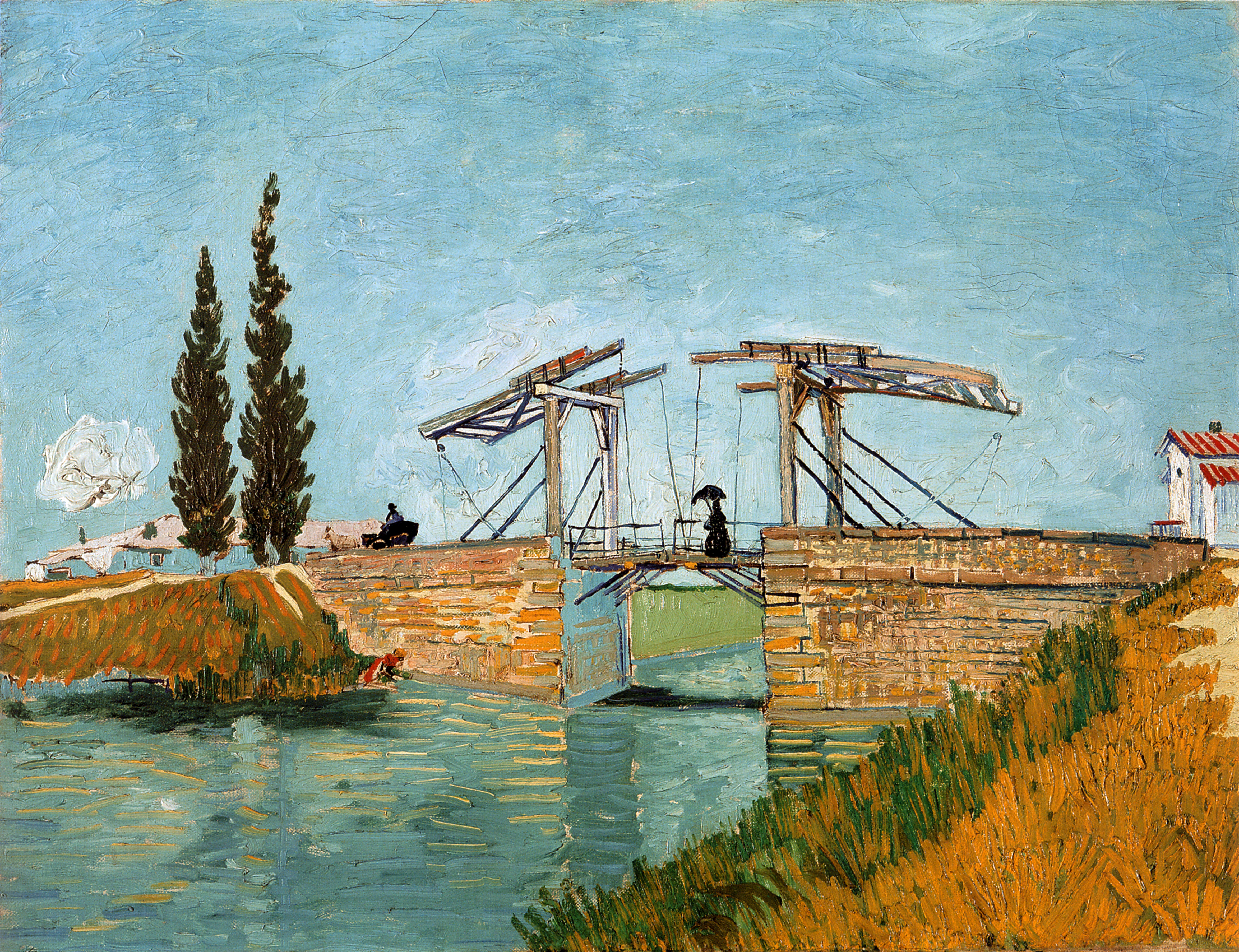
Brücke von Langlois am Canal d’Arles à Bouc, Ölgemälde von Vincent van Gogh

Im ausgehenden zwanzigsten Jahrhundert hat der Schweizer Schriftsteller Pierre Imhasly in seinem Poem und Lebenswerk Rhone Saga in zwölfjähriger literarischer Arbeit der Rhone ein Denkmal gesetzt.

## Wirtschaft im Rhonetal

### Landwirtschaft
Landwirtschaftlich genutzt wird der schweizerische Teil der Rhone, jedoch vor allem das französische Rhonetal (Vallée du Rhône), stromab von Lyon, das dank des warmen Klimas eine wichtige Landwirtschaftsregion in Frankreich ist. Im klimatisch begünstigten Rhonetal werden viele Obstsorten kultiviert, so z. B. Pfirsiche, Kirschen, Aprikosen und Erdbeeren.
Im Tal der Rhone zwischen Vienne und Avignon finden sich das Rhône-Weinbaugebiet, mit vor allem den Côtes du Rhône (Hängen der Rhone) – dort findet sich unter anderem das bekannte Weinbaugebiet Châteauneuf-du-Pape. Der Weinbau im südlichen Rhônetal ist bereits für die vorrömische Antike nachgewiesen; hier begann der Weinanbau in Frankreich, ausgehend von phönizischen und griechischen Handelsniederlassungen. Aber auch für den Weinbau in der Schweiz ist das Rhonetal mit dem Wallis und den Hängen des Genfersees bedeutend.

Die Rhône-Weinbaugebiete
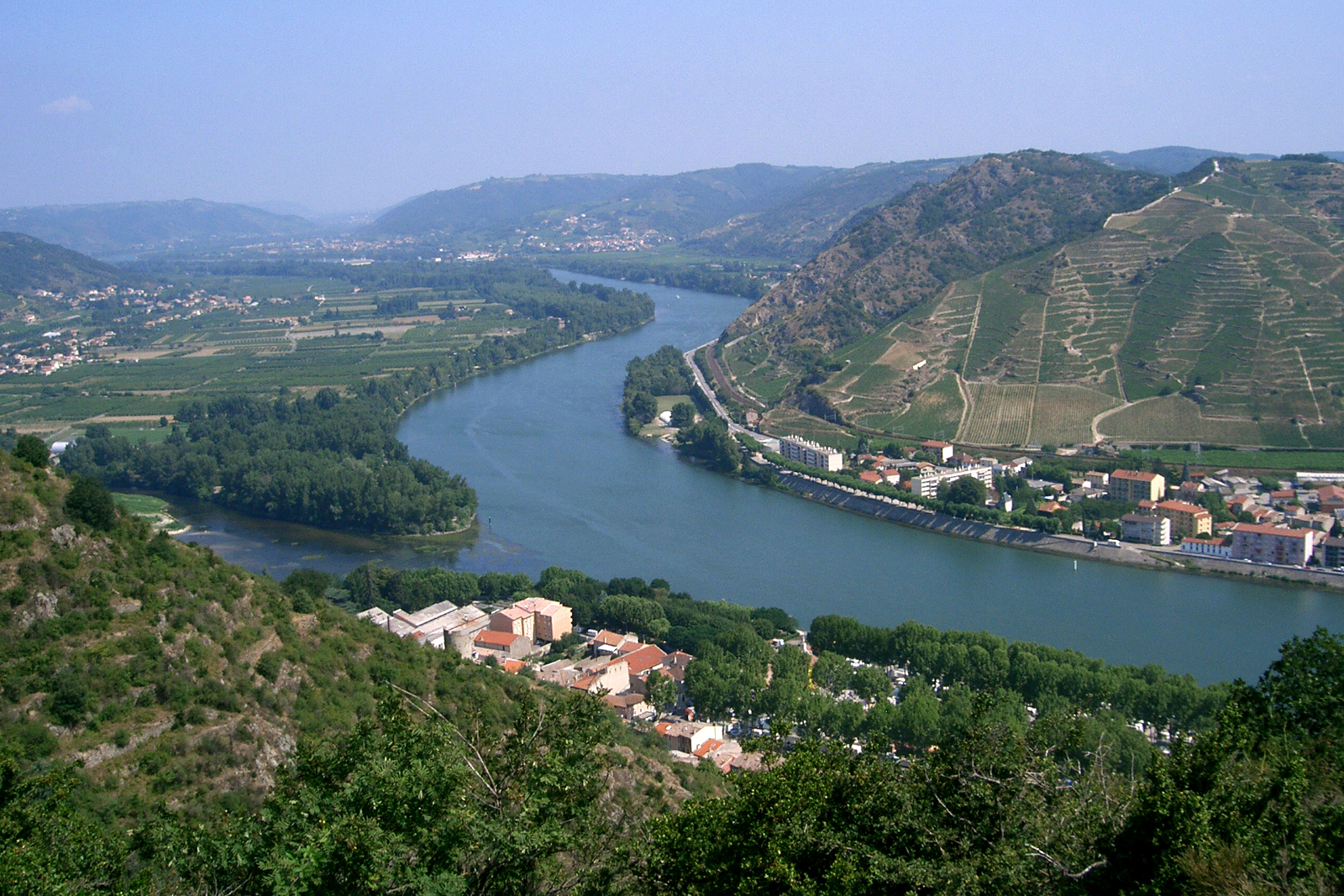
Weinbau am Hermitage
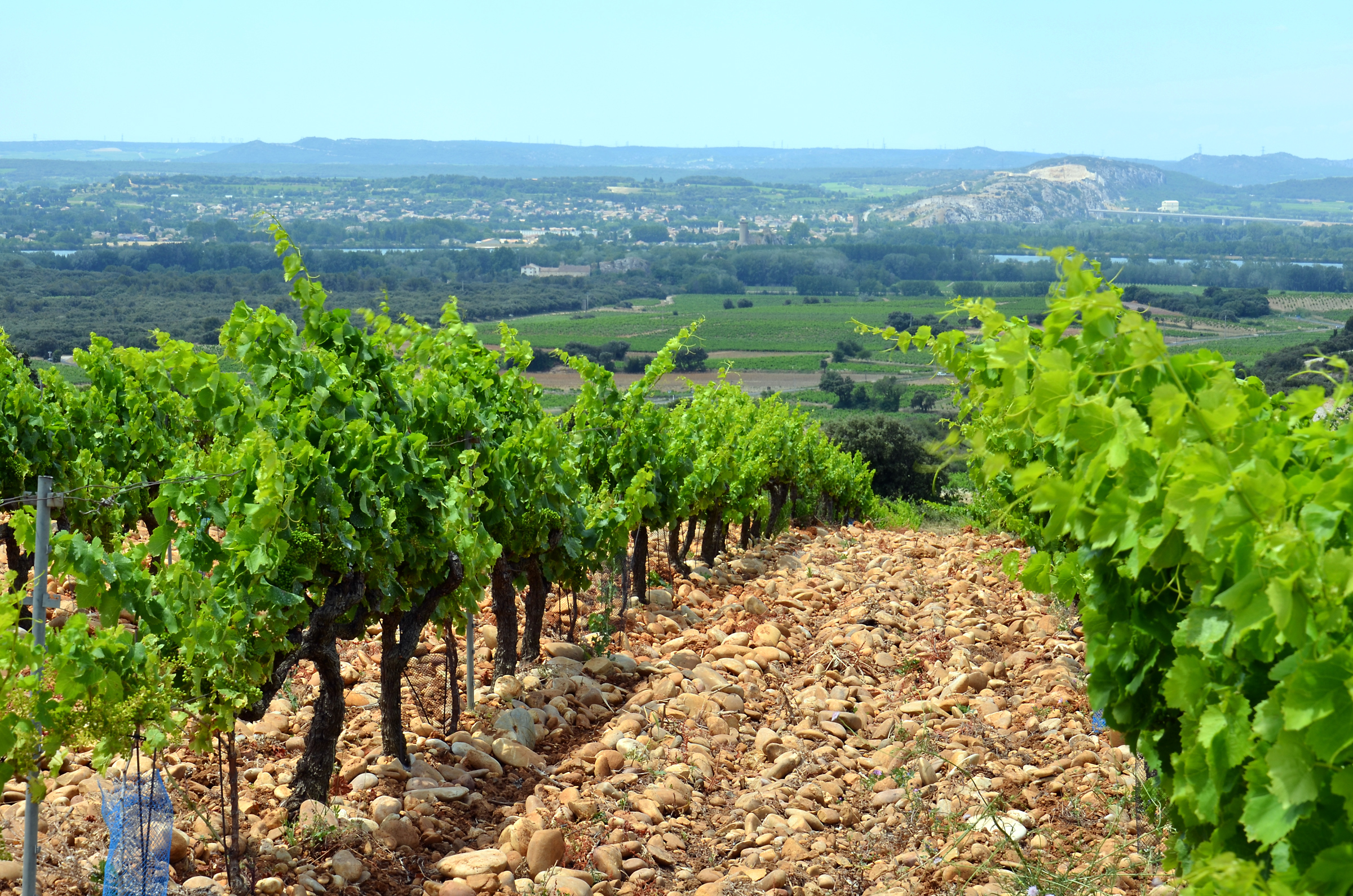
Weinbau in Châteauneuf-du-Pape

### Kernenergie
An der Rhone betreibt die Électricité de France (EDF) mehrere Kernkraftwerke. Die Lage an der Rhone wurde gewählt, da das Wasser des Flusses zur Kühlung zur Verfügung steht. Neben Anlagen zur Produktion von elektrischer Energie befinden sich auch verschiedene Nuklearanlagen zur zivilen und militärischen Verarbeitung von nuklearem Material sowie zur Forschung an der Rhone. Damit befindet sich ein bedeutender Teil der französischen Nuklear-Industrie an der Rhone.

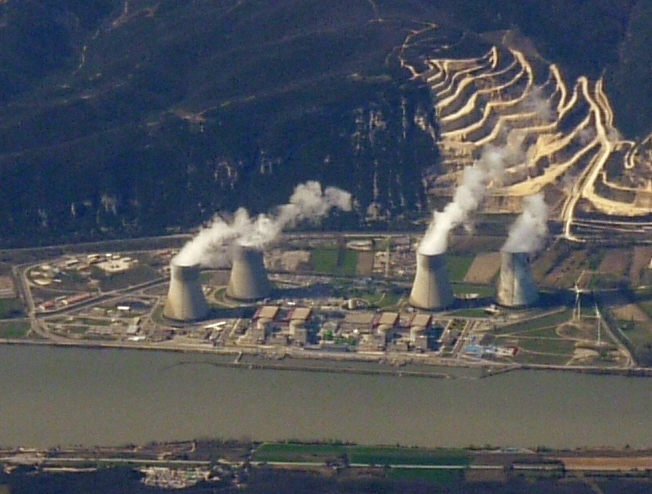
AKW Cruas bei Montélimar, vorn (linkes Ufer) die Route nationale 7

Standorte von Kernkraftwerken und Nuklearanlagen an der Rhone (Reihenfolge flussabwärts):
- Kernkraftwerk Creys-Malville („Superphénix“, Département Isère, östlich von Lyon) – 1997 endgültig stillgelegt
- Kernkraftwerk Bugey (Département Ain, östlich von Lyon) – zwei Druckwasserreaktoren
- Kernkraftwerk Saint-Alban (Département Isère, südlich von Lyon) – zwei Druckwasserreaktoren
- Kernkraftwerk Cruas (Département Ardèche, bei Montélimar) – vier Druckwasserreaktoren
- Kernkraftwerk Tricastin (Département Drôme, südlich von Montélimar) – vier Druckwasserreaktoren (auf dem Gelände befindet sich auch die Urananreicherungsanlage Eurodif)
- Nuklearanlage Marcoule (Département Languedoc-Roussillon, nördlich von Avignon) – auf dem Gelände befindet sich das stillgelegte Kernkraftwerk Marcoule, der stillgelegte Prototyp-Reaktor Phénix, stillgelegte Anlagen zur Verglasung von nuklearen Abfällen sowie Anlagen zur Wiederaufarbeitung von Brennelementen und zur Herstellung von MOX-Brennelementen.

### Forschung
Das CERN, die Europäische Organisation für Kernforschung, befindet sich im Tal der Rhone in der Nähe von Genf. Größte Anlage des CERN ist der Large Hadron Collider (LHC), ein Teilchenbeschleuniger in einem unterirdischen Ringtunnel mit 26,7 Kilometer Umfang. Der LHC befindet sich zum Großteil auf französischem Gebiet und zum Teil auf Schweizer Gebiet.